# Hokusai
Katsushika Hokusai (葛飾 北斎 (Cát Sức Bắc Trai) ngheⓘ, k. 31 tháng 10 năm 1760 – 10 tháng 5 năm 1849), là một nghệ sĩ, họa sĩ chuyên về ukiyo-e và nhà in tranh người Nhật trong thời kỳ Edo. Ông cũng là chuyên gia hàng đầu về hội họa Trung quốc trong giai đoạn đó. Sinh ra tại Edo (nay là Tokyo), Hokusai được biết đến nhiều nhất với tư cách là tác giả của loạt tranh in mộc bản Ba mươi sáu cảnh núi Phú Sĩ (富嶽三十六景 (Phú Nhạc tam thập lục cảnh) Fugaku Sanjūroku-kei, k. 1831), trong đó có tác phẩm "Sóng lừng ngoài khơi Kanagawa" đã trở thành biểu tượng của Nhật Bản và được xuất bản trên bình diện quốc tế.

Hokusai sáng tác loạt tranh Ba mươi sáu cảnh núi Phú Sĩ vừa là một cách phản ánh sự bùng nổ du lịch hàng hải nội địa, vừa để đáp lại nỗi ám ảnh từ núi Phú Sĩ. Loạt tranh này, cụ thể là Sóng lừng ngoài khơi Kanagawa và Gió lành, trời trong đã đảm bảo danh tiếng của Hokusai cả ở Nhật Bản và nước ngoài. Vào giữa thế kỷ 19, các tác phẩm chạm khắc của ông, cũng như của các nghệ sĩ Nhật Bản khác lần lượt được đặt chân đến Paris. Tại nơi này, chúng đã được săn đón và sưu tập mạnh, đặc biệt là bởi các nghệ sĩ trường phái ấn tượng như Vincent Van Gogh, Claude Monet, Edgar Degas và Henri de Toulouse-Lautrec, tác phẩm của họ cho thấy ảnh hưởng sâu sắc từ các bản khắc nói trên. Nhà sử học Richard Douglas Lane đã nói về cuộc đời và sự nghiệp của ông:
Thật vậy, nếu như có một tác phẩm tạo nên tên tuổi của Hokusai, cả ở Nhật Bản và nước ngoài, thì nhất định nó phải là loạt tranh phi thường này...— Lane, Richard (1978). Images from the Floating World, The Japanese Print.

Các tác phẩm trước đó của Hokusai cũng được coi là quan trọng, nhưng mãi phải đến khi ông thực hiện bộ tác phẩm này, chúng theo đó mới được công nhận rộng rãi.

## Niên thiếu và luyện tập nghệ thuật

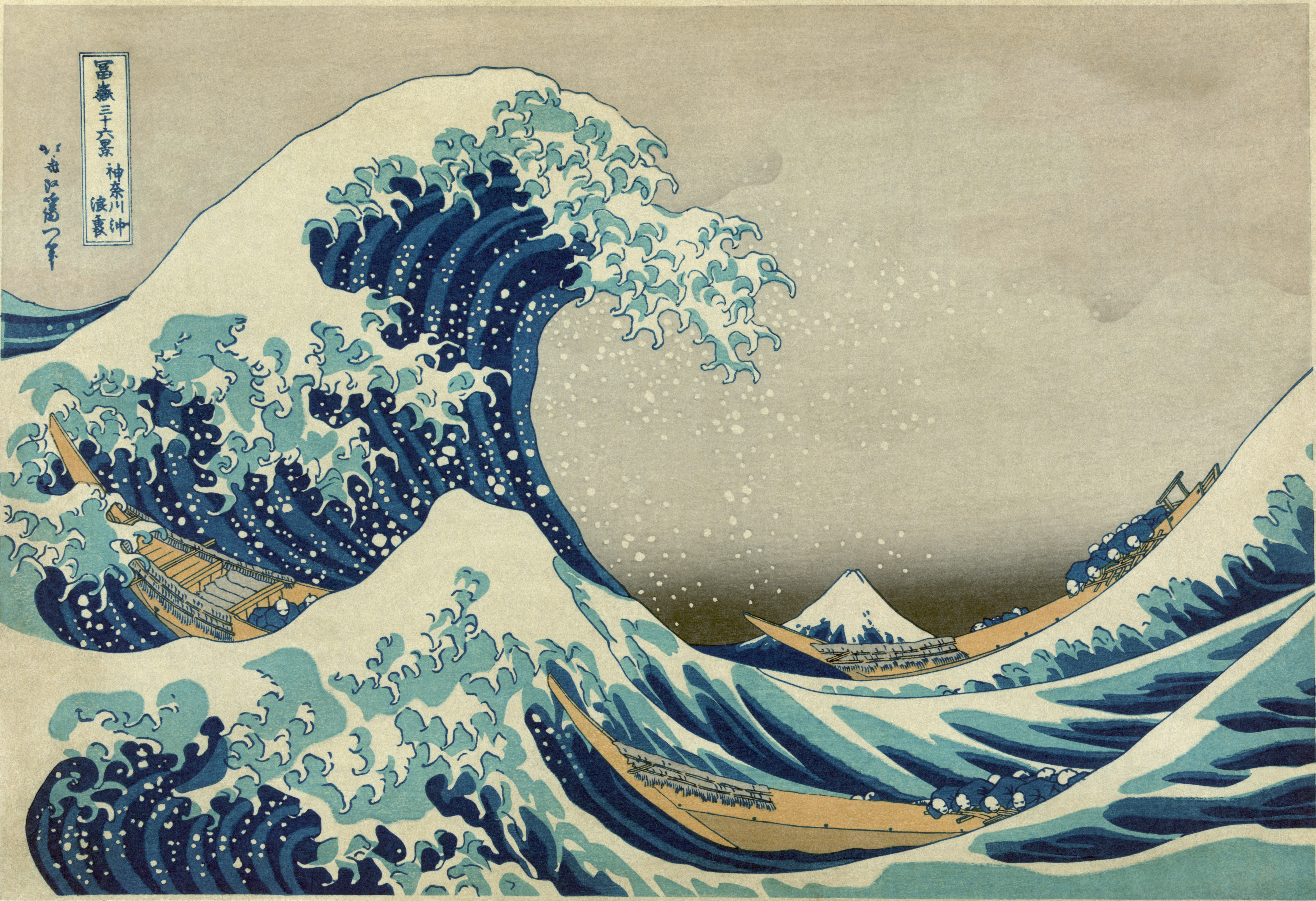
Sóng lừng ngoài khơi Kanagawa, tranh in nổi tiếng nhất của Hokusai, tranh đầu tiên trong loạt Ba mươi sáu cảnh núi Phú Sĩ

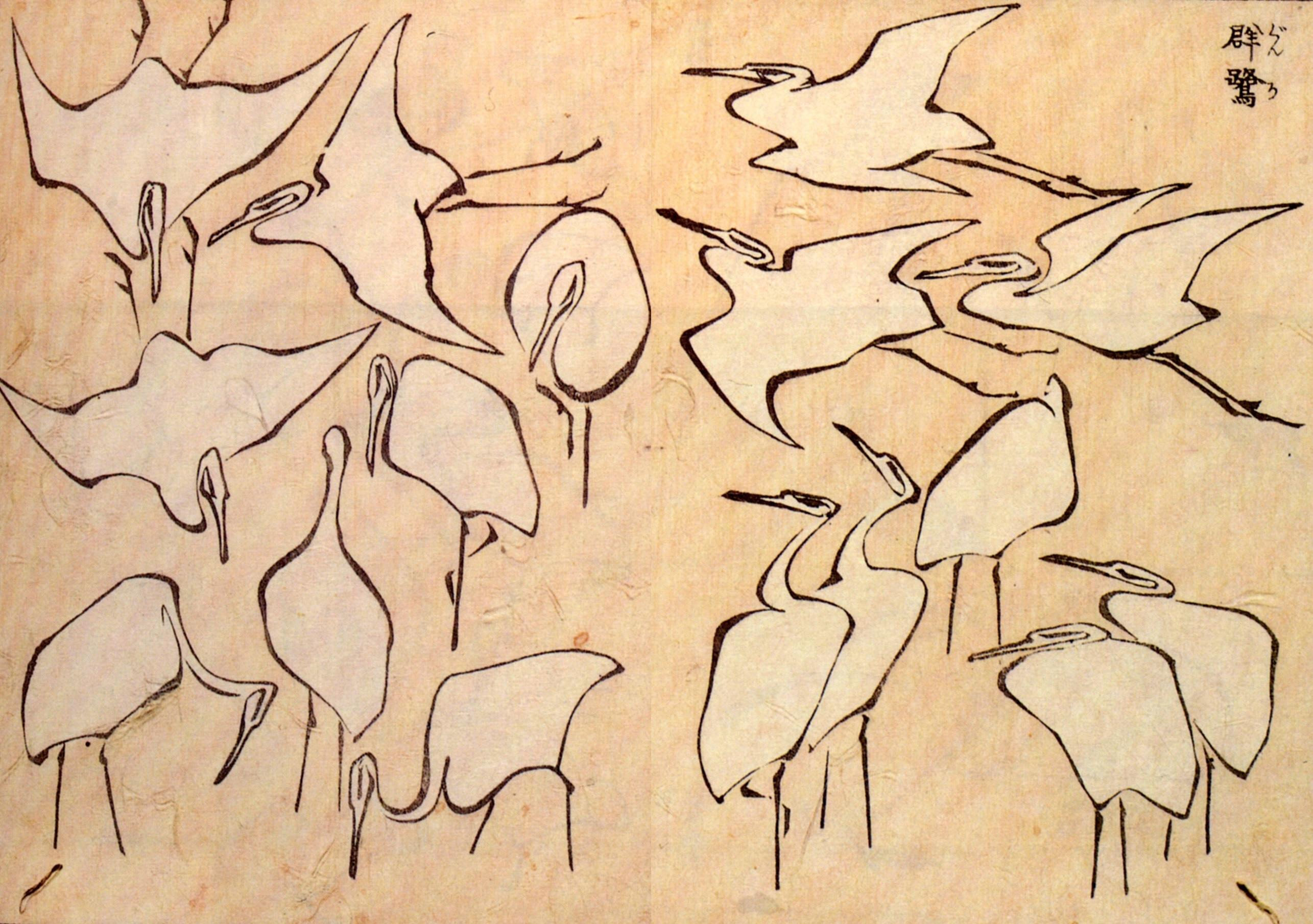
Cò trắng trong Những bài học nhanh với dạng vẽ đơn giản

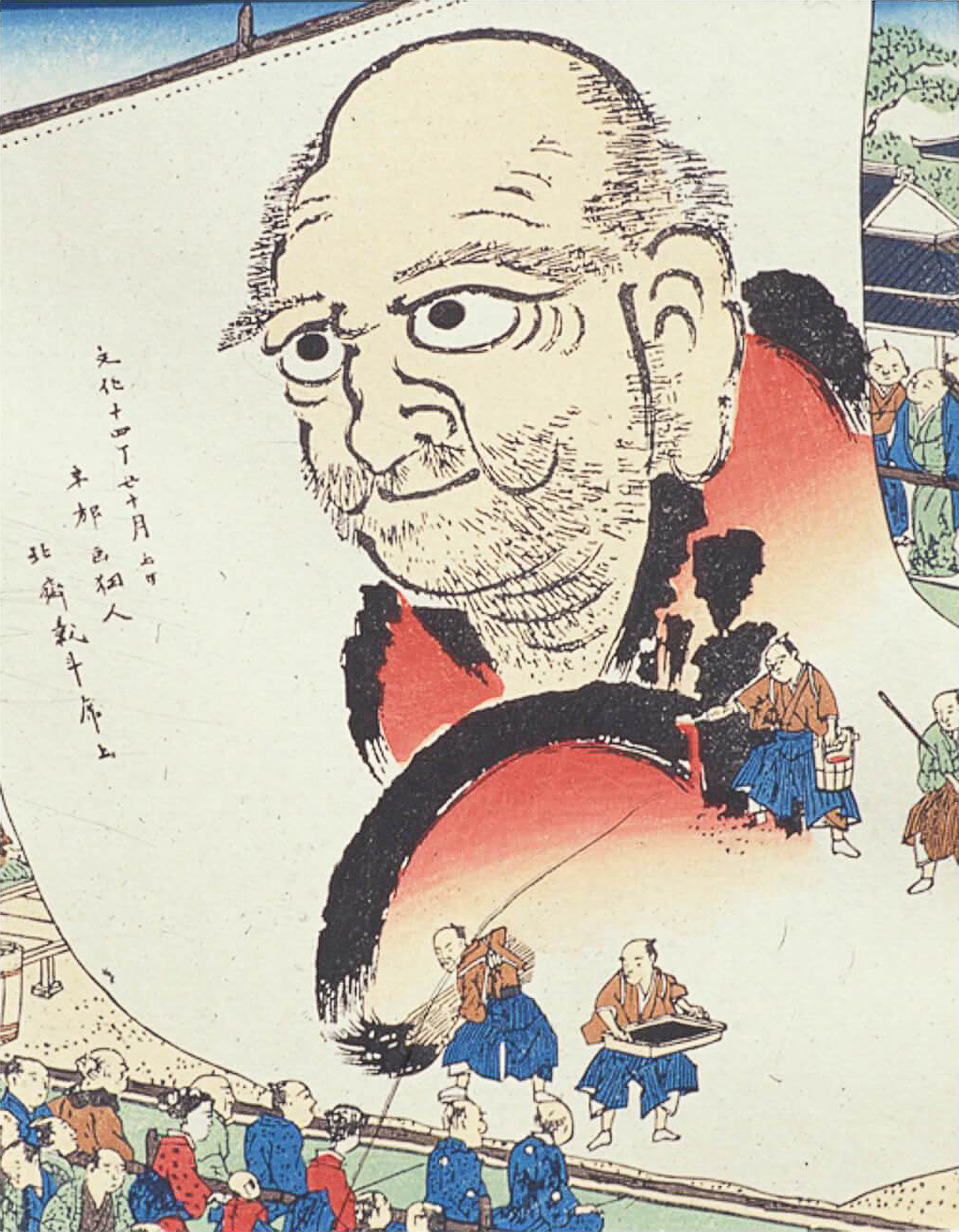
Bản in đương đại về Daruma của Hokusai năm 1817

Ngày sinh của Hokusai không rõ ràng, nhưng thường được ghi vào ngày 23 tháng 9 năm Hōreki thứ 10 (theo lịch cũ hoặc ngày 31 tháng 10 năm 1760) trong một gia đình làm nghề thủ công ở quận Katsushika của Edo, Nhật Bản. Tên thuở nhỏ của ông là Tokitarō. Người ta không biết cha mẹ của ông là ai, ngay từ khi còn nhỏ, ông đã được nhận nuôi bởi một người thợ thủ công danh tiếng ở Edo. Cha ông là nghệ nhân Nakajima Ise, người làm gương cho shogun. Cha của ông chưa bao giờ có ý định truyền lại quyền thừa kế cho Hokusai, nên có thể mẹ của ông là vợ lẽ. Cũng tại đây, Hokusai bắt đầu phát triển niềm đam mê hội họa vào khoảng sáu tuổi. Góp phần lớn trong đó đến từ cha ông, người thường xuyên phải thiết kế, trang trí gương.
Hokusai được biết có ít nhất ba mươi tên gọi trong suốt cuộc đời của mình. Việc sử dụng nhiều nghệ danh là một điều phổ biến của giới nghệ sĩ Nhật Bản thời gian đó, số lượng bút danh của ông vượt qua bất kỳ nghệ sĩ lớn nào khác của Nhật Bản. Những thay đổi về tên của Hokusai rất thường xuyên, và thường liên quan đến những thay đổi trong sáng tác và phong cách nghệ thuật của ông, chúng được sử dụng để chia nhỏ cuộc đời của ông thành các giai đoạn.
Ở tuổi 12, cha ông đã gửi ông đến làm việc trong một hiệu sách và thư viện cho mượn, một loại hình tổ chức phổ biến ở các thành phố Nhật Bản, nơi sách đọc được làm từ các mộc bản được cắt là một thú giải trí phổ biến của tầng lớp trung lưu và thượng lưu. Ở tuổi 14, ông đi học việc với một người thợ điêu khắc gỗ, cho đến khi 18 tuổi, khi ông tới xưởng của Katsukawa Shunshō. Shunshō là một nghệ sĩ ukiyo-e, một phong cách in và vẽ tranh từ mộc bản mà Hokusai sẽ trở thành bậc thầy, và đứng đầu phong trào gọi là môn phái Katsukawa. Ukiyo-e, như được thực hành bởi các nghệ sĩ như Shunshō, tập trung vào hình ảnh của những cô gái làng chơi cao sang và các diễn viên kabuki, những người nổi tiếng ở các thành phố của Nhật Bản vào thời điểm đó.
Sau một năm học việc, Hokusai thực hiện lần đổi tên đầu tiên, ông được thầy của mình gọi là Shunrō (勝川 春朗). Ông theo đó đã xuất bản các bản in đầu tiên của mình với tên gọi này, đó một loạt tranh về các diễn viên kabuki xuất bản vào năm 1779. Trong thập kỷ ông làm việc trong xưởng của Shunshō, Hokusai đã kết hôn với người vợ đầu tiên của mình, người mà rất ít người biết đến, ngoại trừ việc bà qua đời vào đầu những năm 1790. Ông kết hôn lần nữa vào năm 1797, mặc dù người vợ thứ hai này cũng qua đời sau một thời gian ngắn. Ông đã có hai con trai và ba con gái với hai người vợ, và con gái út Ei của ông, còn được gọi là Ōi, cuối cùng đã trở thành một hoạ sĩ.
Sau khi Shunshō qua đời vào năm 1793, Hokusai bắt đầu khám phá các phong cách nghệ thuật khác, bao gồm cả các phong cách châu Âu mà ông đã được tiếp xúc thông qua các bản khắc đồng của Pháp và Hà Lan mà ông có thể có được. Ông đã sớm bị trục xuất khỏi trường phái Katsukawa bởi Shunkō, đệ tử chính của Shunshō, có thể là do các nghiên cứu với trường Kanō đối địch. Sự kiện này, theo cách nói của ông, đã truyền cảm hứng cho bản thân ông: "Điều mà thực sự thúc đẩy phát triển trong phong cách nghệ thuật của tôi là sự gò bó mà tôi phải chịu đựng dưới tay Shunkō."
Hokusai cũng thay đổi chủ đề tác phẩm của mình, rời bỏ những hình ảnh những cô gái làng chơi cao sang và diễn viên, vốn là những chủ đề truyền thống của ukiyo-e. Thay vào đó, tác phẩm của ông trở nên tập trung vào cảnh quan và hình ảnh cuộc sống hàng ngày của người Nhật ở nhiều cấp bậc xã hội. Sự thay đổi chủ đề này là một bước đột phá trong ukiyo-e và trong sự nghiệp của Hokusai. Tranh Pháo hoa tại cầu Ryōgoku (1790) được sáng tác trong giai đoạn này của Hokusai.

## Đỉnh cao sự nghiệp
Người nghệ sĩ năng động này đã làm việc cho đến ngày cuối cùng của cuộc đời. Ông thường vẽ miệt mài từ sáng sớm cho đến khi màn đêm buông xuống và cứ như vậy trong suốt cuộc đời hoạt động nghệ thuật của mình, đồng thời nó cũng là động lực chính giúp cho sự nghiệp của ông về sau này. Trong số hàng nghìn cuốn sách và bản in được Hokusai thực hiện, Ba mươi sáu góc nhìn về Núi Phú Sĩ là đặc biệt đáng chú ý nhất. Được xuất bản từ năm 1826 đến năm 1833, bộ tác phẩm nổi tiếng này, bao gồm tổng cộng 46 bản in màu có bổ sung thêm, đã đánh dấu một cột mốc quan trọng trong ngành in phong cảnh Nhật Bản. Sự tuyệt vời trong kỹ năng thiết kế khiến cho không có nghệ sĩ Nhật Bản nào khác có thể vươn tới được, nó thậm chí còn vượt qua các tác phẩm của Hiroshige cùng thời. Nhìn chung, Hokusai đã để lại lượng lớn di sản nghệ thuật gồm khoảng ba mươi nghìn tác phẩm.
Giai đoạn cuối thế kỷ 19, cho thấy sự liên hệ của Hokusai với môn phái Tawaraya và việc nhận tên "Tawaraya Sōri". Ông đã vẽ nhiều bức tranh vẽ bằng bút lông, được gọi là surimono, và minh họa cho các cuốn kyōka ehon (sách minh họa những bài thơ hài hước) trong thời gian này. Năm 1798, Hokusai truyền lại tên của mình cho một môn sinh và trở thành một nghệ sĩ độc lập, lần đầu tiên không có quan hệ với một môn phái nào, sử dụng tên Hokusai Tomisa.
Tới năm 1800, Hokusai tiếp tục phát triển việc sử dụng kỹ thuật ukiyo-e của mình cho các tranh không phải chân dung. Ông cũng đã lấy tên mà ông được biết đến nhiều nhất, Katsushika Hokusai, tên đầu ám chỉ đến một phần của Edo nơi ông sinh ra và tên thứ hai nghĩa là 'xưởng phía bắc'. Năm đó, ông xuất bản hai bộ sưu tập phong cảnh là Thắng cảnh Đông Đô (chỉ Edo) và Tám cảnh đẹp Edo. Ông cũng bắt đầu có sức thu hút các môn sinh của riêng mình, ông đã dạy tổng công 50 môn sinh trong suốt cuộc đời của mình.
Ông trở nên ngày càng nổi tiếng trong thập kỷ tiếp theo, cả vì các tác phẩm nghệ thuật và tài năng tự quảng bá của ông. Trong một lễ hội ở Tokyo vào năm 1804, ông đã tạo ra một bức chân dung của đại sư Daruma được cho là dài đến 600 foot (180 m) bằng cách sử dụng một cây chổi và một cái xô đầy mực. Một câu chuyện khác kể rằng ông có mặt tại triều đình của tướng quân Ienari, được mời đến để thi tài với một nghệ sĩ khác, người đã thực hành nhiều bức vẽ với nét vẽ truyền thống hơn. Bức tranh của Hokusai, được tạo ra trước mặt Shogun, bao gồm vẽ một đường cong màu xanh trên giấy, sau đó đuổi theo nó một con gà có đôi chân đã được nhúng trong sơn màu đỏ. Ông mô tả bức tranh cho Shogun rằng đó là một cảnh quan của sông Tatsuta với những chiếc lá phong đỏ nổi trên đó, và do đó chiến thắng cuộc thi.
Năm 1807, Hokusai cộng tác với nhà tiểu thuyết nổi tiếng Takizawa Bakin trong một loạt các cuốn sách minh họa. Cả hai không có được sự hòa thuận do khác biệt về mặt nghệ thuật, và sự hợp tác của họ kết thúc trong khi đang làm cuốn sách thứ tư của họ. Nhà xuất bản, được lựa chọn giữa việc giữ Hokusai hoặc Bakin lại trong dự án, đã chọn giữ lại Hokusai, nhấn mạnh tầm quan trọng của hình minh họa trong các tác phẩm in của thời kỳ này.
Hokusai chú trọng đến việc sản xuất tác phẩm của mình trong các cuốn sách. Hai trường hợp được ghi chép bằng các lá thư mà ông viết cho các nhà xuất bản và những thợ khắc mộc bản liên quan đến việc sản xuất thiết kế của ông trong Toshisen Ehon, một phiên bản tiếng Nhật về tuyển tập thơ ca Trung Quốc. Hokusai viết cho nhà xuất bản sách nói rằng người thợ khắc mộc bản Egawa Tomekichi, người mà Hokusai từng làm việc và là người mà ông kính trọng, đã xa rời khỏi phong cách của Hokusai trong việc khắc một số mỏm đầu. Hokusai cũng đã viết trực tiếp cho một người thợ khắc mộc bản khác liên quan đến dự án, Sugita Kinsuke, nói rằng ông không thích phong cách của môn phái Utagawa, mà Kinsuke đã khắc đôi mắt và mũi của nhân vật theo phong cách đó, và những sửa đổi cần phải được thực hiện cho các bản in cuối cùng, tuân theo phong cách của Hokusai. Trong lá thư của ông, Hokusai bao gồm các ví dụ minh họa về cả phong cách minh họa về mắt và mũi của ông và phong cách của môn phái Utagawa. Nhà xuất bản đồng ý thực hiện những thay đổi này, ngay cả với hàng trăm bản sao của cuốn sách đã được in. Để sửa các chi tiết này, các khối mộc bản đã có sẽ được chỉnh sửa lại bằng cách sử dụng kỹ thuật Umeki. Các phần được sửa chữa sẽ được loại bỏ và một mảnh gỗ đã được chuẩn bị được chèn vào, trong đó người thợ khắc mộc bản sẽ khắc lại thiết kế đã sửa đổi. Việc sử dụng kỹ thuật Umeki có thể được phát hiện bằng các dấu ngắt nhỏ bao quanh khối được chèn vào. Các bản sao tranh in của cả bản khắc gỗ gốc và những bản sao của các bản sửa đổi được yêu cầu của Hokusai đều còn tồn tại, được in lần lượt vào năm 1833 và 1836.
Ngày 5 tháng 10 năm 1817, tại chùa Hongan-ji Nagoya Betsuin ở Nagoya, ông đã vẽ một bức Đại Daruma trên giấy, có kích thước 18x10,8 mét, gây ấn tượng với nhiều người xem. Đối với kỳ tích này, ông đã nhận được tên "Darusen" (một dạng rút ngắn của Daruma Sensei). Mặc dù bản gốc đã bị phá hủy vào năm 1945, nhưng các bản quảng cáo từ thời điểm đó vẫn còn tồn tại và được bảo tồn tại Bảo tàng thành phố Nagoya. Dựa trên các nghiên cứu, một bản sao của bức tranh lớn được thực hiện tại một sự kiện công cộng lớn vào ngày 23 tháng 11 năm 2017 để kỷ niệm 200 năm của bức tranh, sử dụng cùng kích thước, kỹ thuật và chất liệu như bản gốc.

### Mạn họa Hokusai
Năm 1811, ở tuổi 51, Hokusai đổi tên thành Taito và bước vào thời kỳ mà ông tạo ra Mạn hoạ Hokusai (北斎漫画) và nhiều loại etehon, hay các sách hướng dẫn nghệ thuật, khác nhau. Đây cũng là tác phẩm lớn nhất của Hokusai với bộ 15 tập và khoảng 4.000 bức vẽ rất đa dạng từ phong cảnh, thực vật, động vật đến những quang cảnh đời sống thường nhật. Chúng được in bằng ba màu: đen, xám và hồng nhạt. Những etehon này, bắt đầu vào năm 1812 với Những bài học nhanh với dạng vẽ đơn giản (Quick Lessons in Simplified Drawing), được dùng như một cách thuận tiện để kiếm tiền và thu hút nhiều môn sinh hơn. Mạn hoạ (tiếng Nhật là Manga, nghĩa là các bản vẽ ngẫu nhiên) bao gồm các nghiên cứu về phối cảnh. Cuốn sách về mạn hoạ đầu tiên của Hokusai, gồm những bản phác thảo hoặc tranh biếm họa đã được xuất bản lần đầu vào năm 1814. Tiếp theo, 12 tập mạn hoạ của ông được xuất bản cho tới trước năm 1820 và ba cuốn được xuất bản sau khi ông qua đời. Chúng thường có những ngụ ý hài hước và rất nổi tiếng vào thời điểm đó. Tuy nhiên, những bản phác thảo này thường bị nhầm tưởng là tiền lệ của manga hiện đại. Tên manga trong tác phẩm của Hokusai mang ý nghĩa là một bộ sưu tập các bản phác thảo rời rạc, không được kết nối với nhau bởi bất kỳ câu chuyện nào; do đó, chúng có định nghĩa khác về truyện tranh ở manga hiện đại. Điều đáng chú ý ở đây là cách sản xuất trên giấy trong suốt và thực hiện theo nhiều giai đoạn, có sự tương đồng với cách làm truyện tranh hay manga hiện đại.

Một số trang trong Hokusai Manga, tạo dáng lại một số đối tượng và hoạt động nhất định
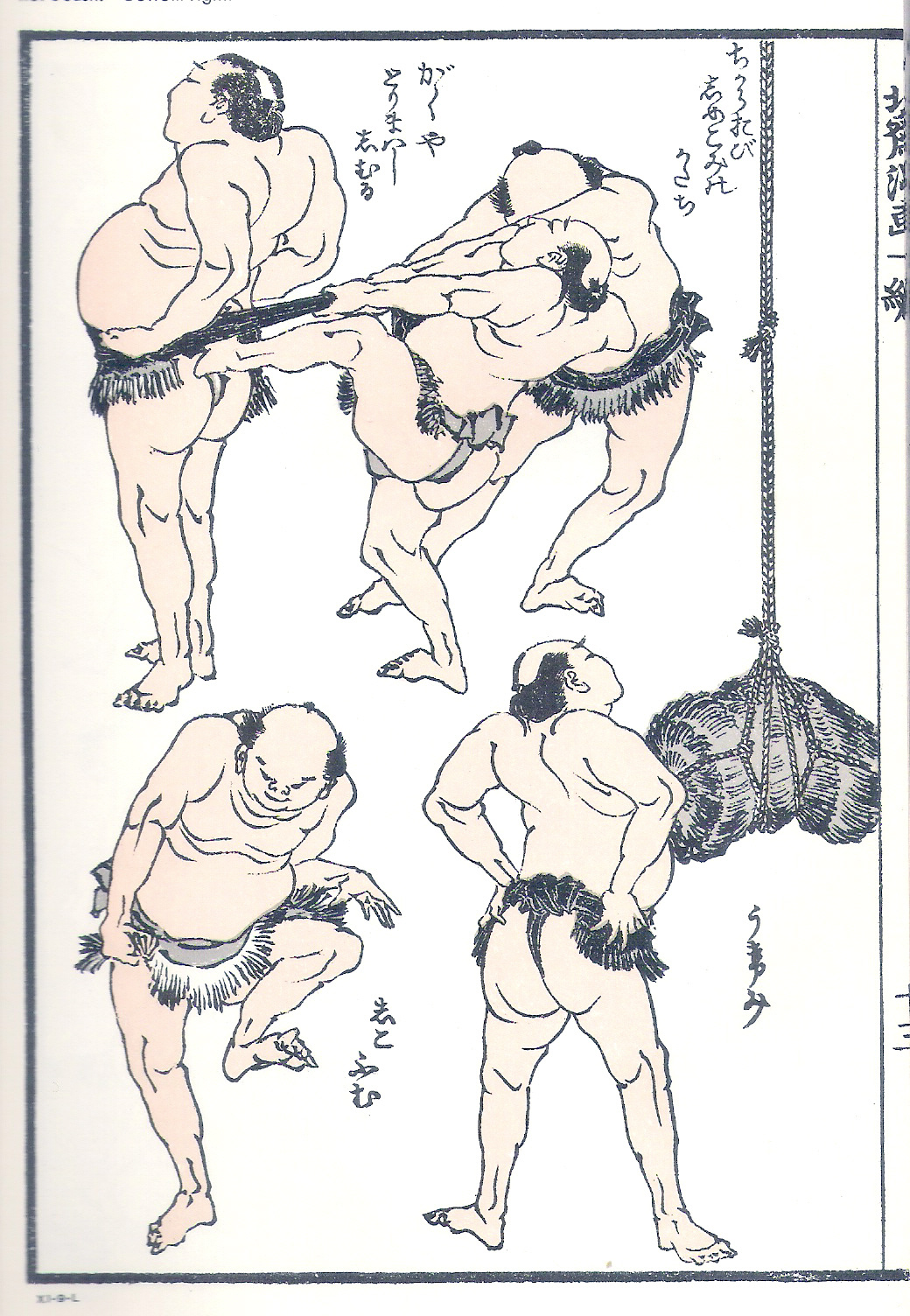
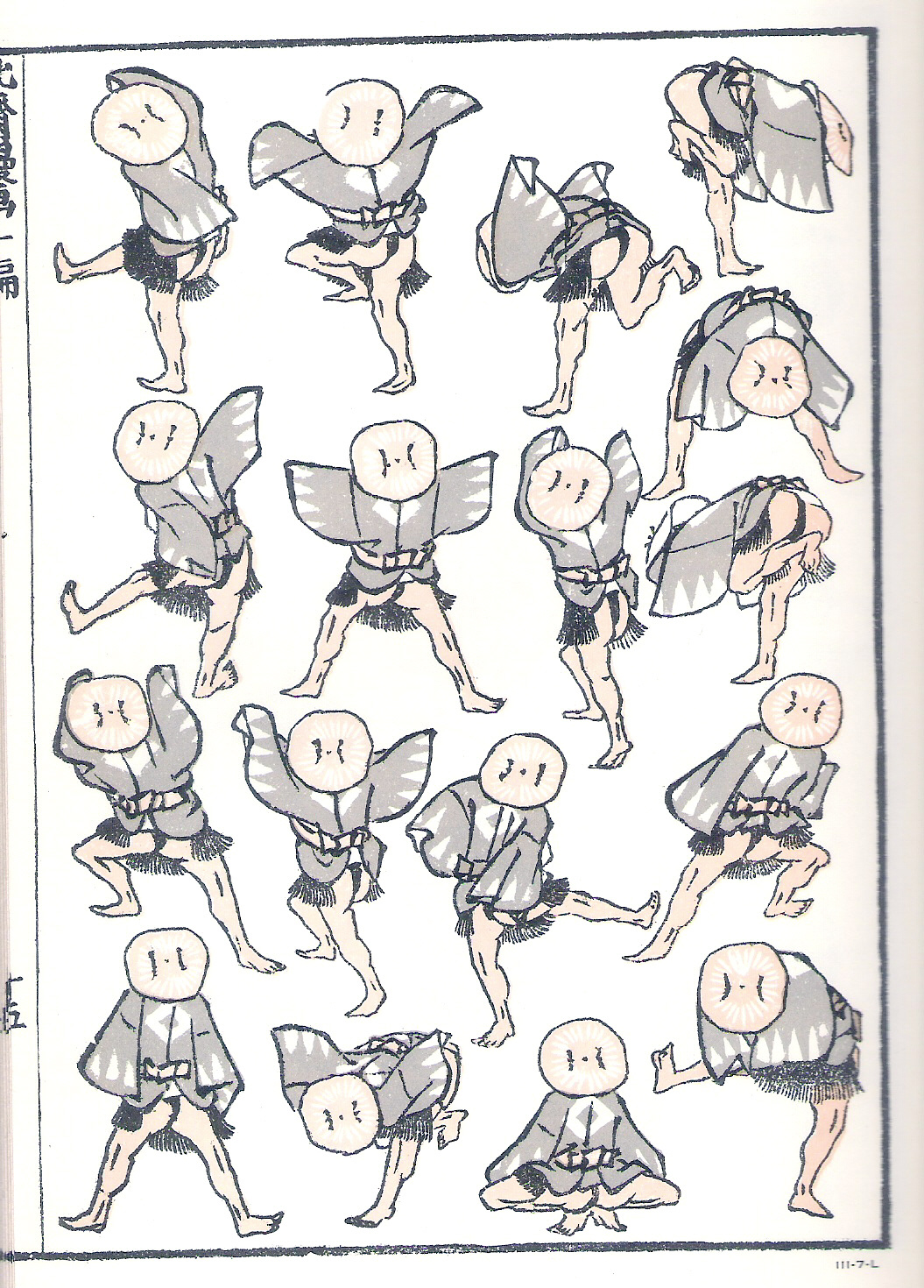
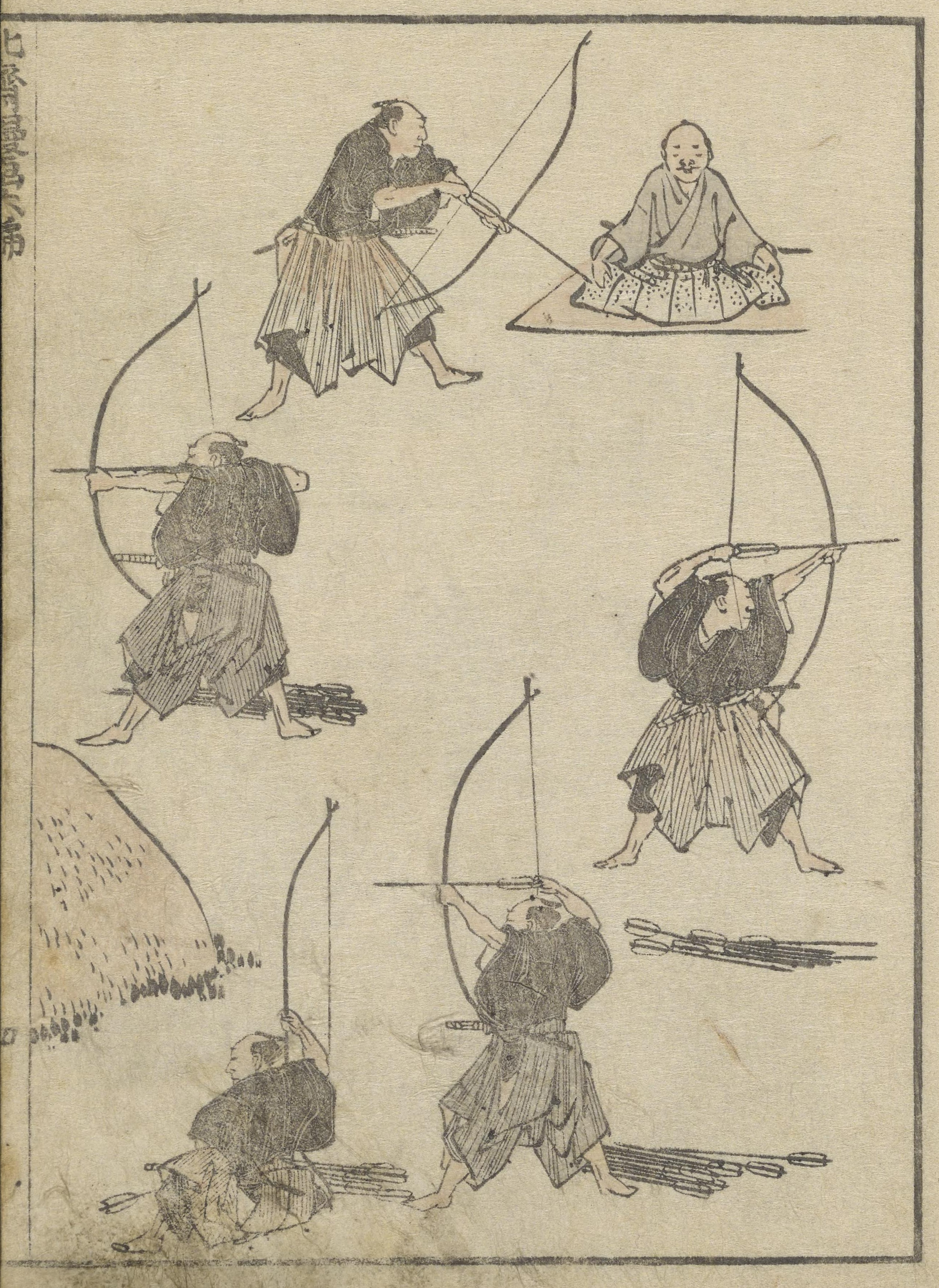
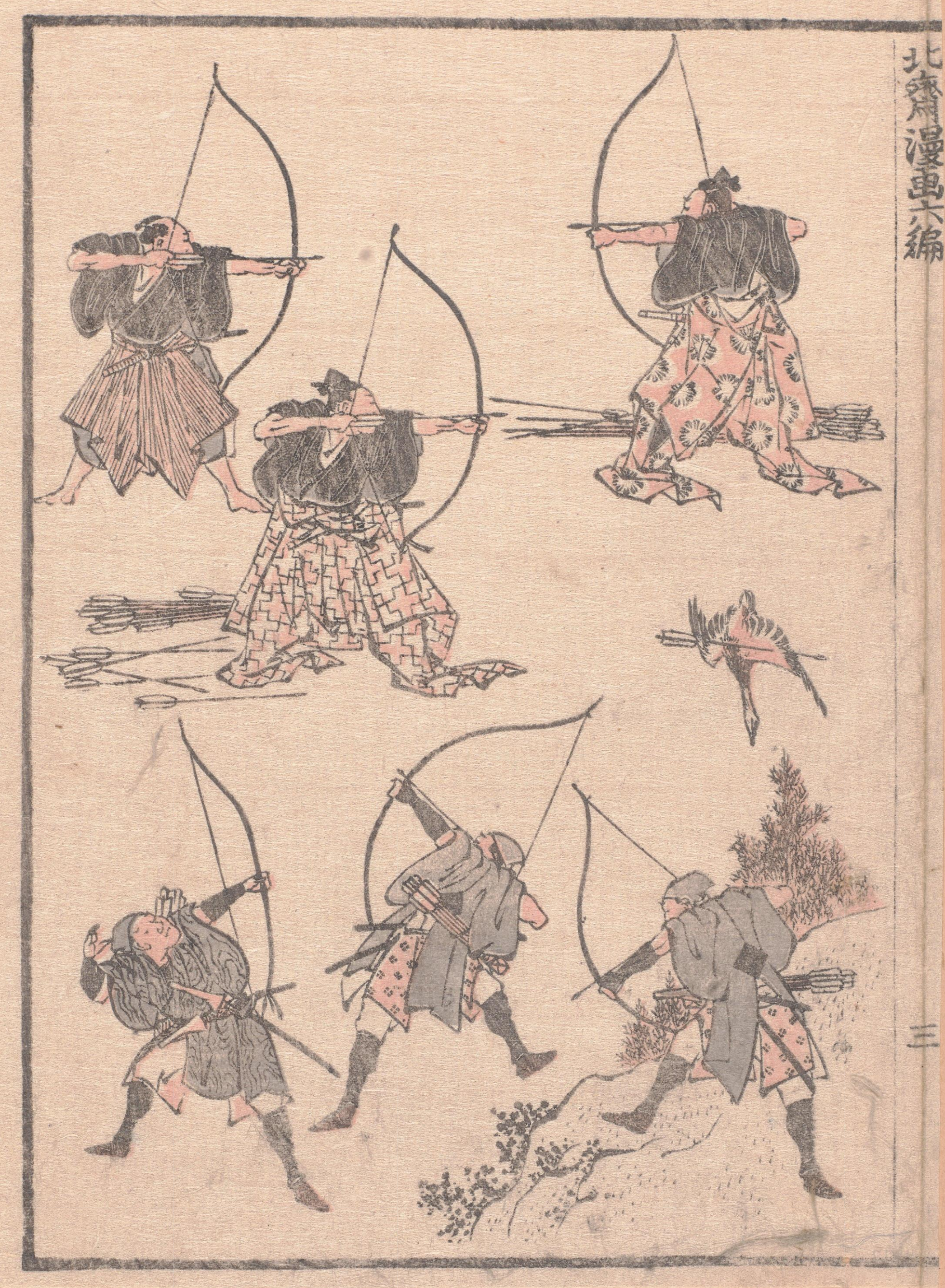
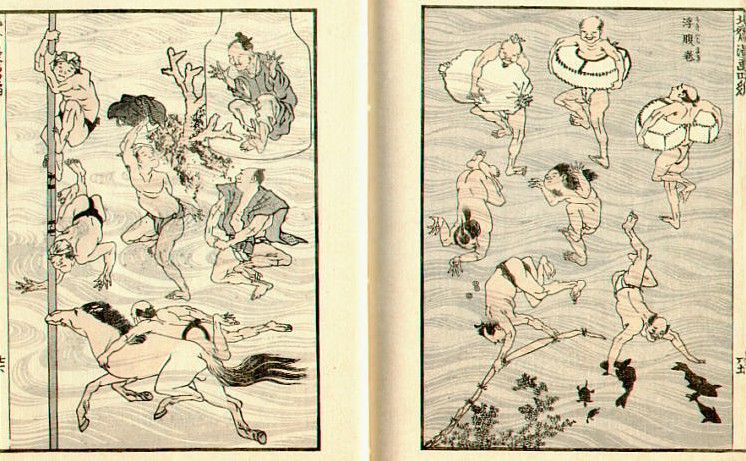

Hokusai ban đầu phác thảo đơn giản lên một tờ giấy trong suốt, sau đó đặt tờ giấy khác lên trên rồi tiến hành sửa lại bản vẽ chi tiết hơn và tạo ra bố cục cuối cùng. Bản thiết kế hoàn chỉnh cuối cùng sẽ được dán vào tấm gỗ nơi thợ khắc sẽ làm việc tiếp. Trong suốt quá trình khắc, người thợ phải vạch thật kỹ những nét vẽ để sau này có thể dựa vào đó để tạo phù điêu. Tác phẩm này dần được người phương Tây chú ý đến sau khi Matthew Perry đặt chân lên Nhật Bản vào năm 1854.

### Ba mươi sáu cảnh núi Phú Sĩ
Năm 1820, Hokusai lại đổi tên một lần nữa, lần này là "Iitsu", một sự thay đổi đánh dấu sự khởi đầu của một giai đoạn mà ông đã bảo đảm danh tiếng một nghệ sĩ trên khắp Nhật Bản. Tác phẩm nổi tiếng nhất của ông, Ba mươi sáu cảnh núi Phú Sĩ, bao gồm cả bức tranh nổi tiếng Sóng lừng ngoài khơi Kanagawa, được sản xuất vào đầu những năm 1830. Kết quả của các nghiên cứu phối cảnh Hokusai trong Mạn hoạ có thể được nhìn thấy ở đây trong Sóng lừng ngoài khơi Kanagawa, nơi ông sử dụng những điều được xem như phối cảnh phương Tây để đại diện cho chiều sâu và khối lượng. Nó đã trở nên phổ biến đến nỗi Hokusai sau đó đã thêm vào mười bản in nữa vào trong loạt tranh. Trong số các bản in nổi tiếng khác mà ông xuất bản trong thời gian này có Một chuyến tham quan thác nước các tỉnh (A Tour of the Waterfalls of the Provinces), Đại dương trí tuệ (Oceans of Wisdom) và Cảnh bất thường của cây cầu kỷ niệm ở các tỉnh (Unusual Views of Celebrated Bridges in the Provinces). Ông cũng bắt đầu sáng tác một số tranh chi tiết cụ thể của các loài chim và hoa, bao gồm cả các tranh cực kỳ chi tiết như Hoa anh túc (Poppies) và Đàn gà (Flock of Chickens).

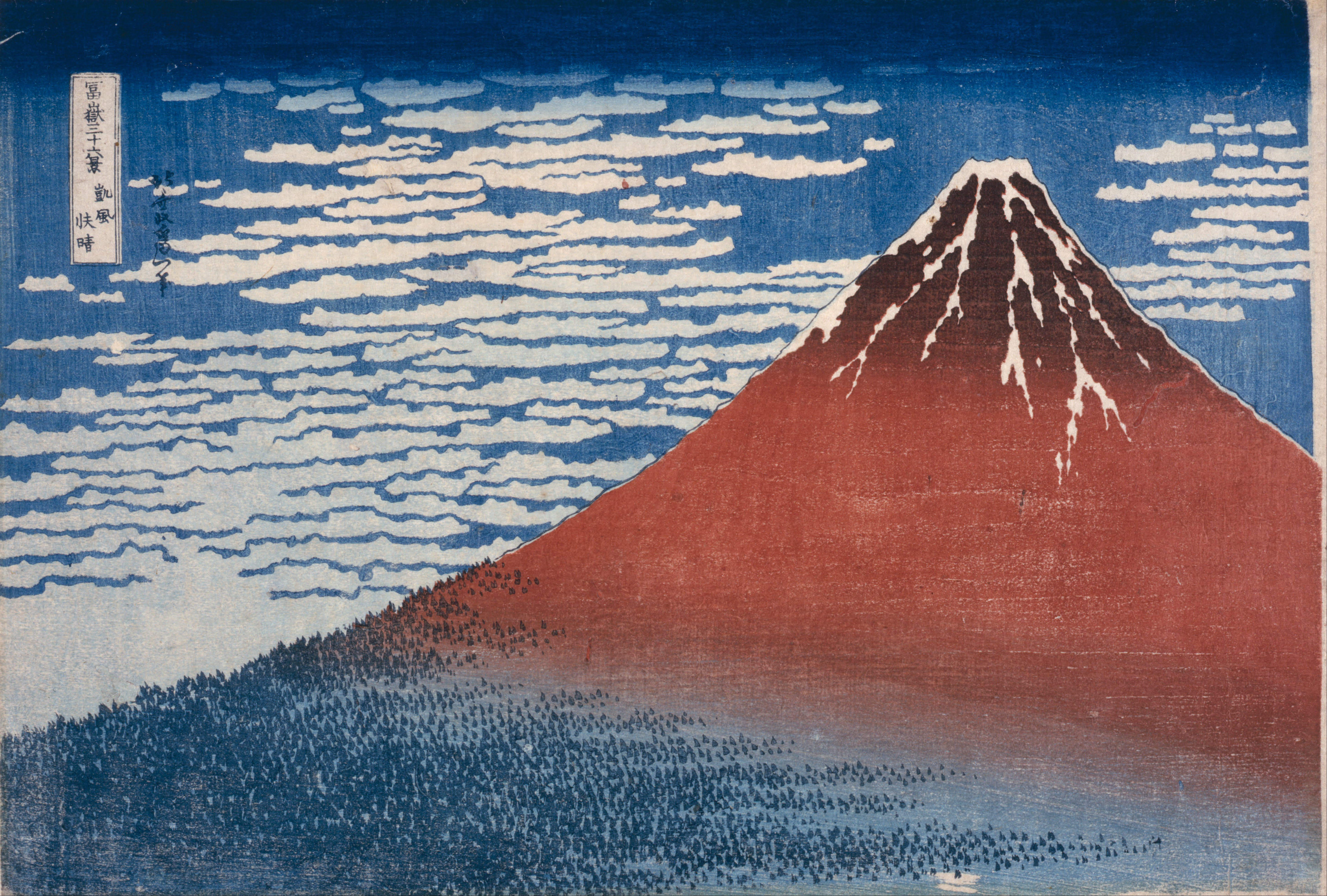
Núi Phú Sĩ đỏ
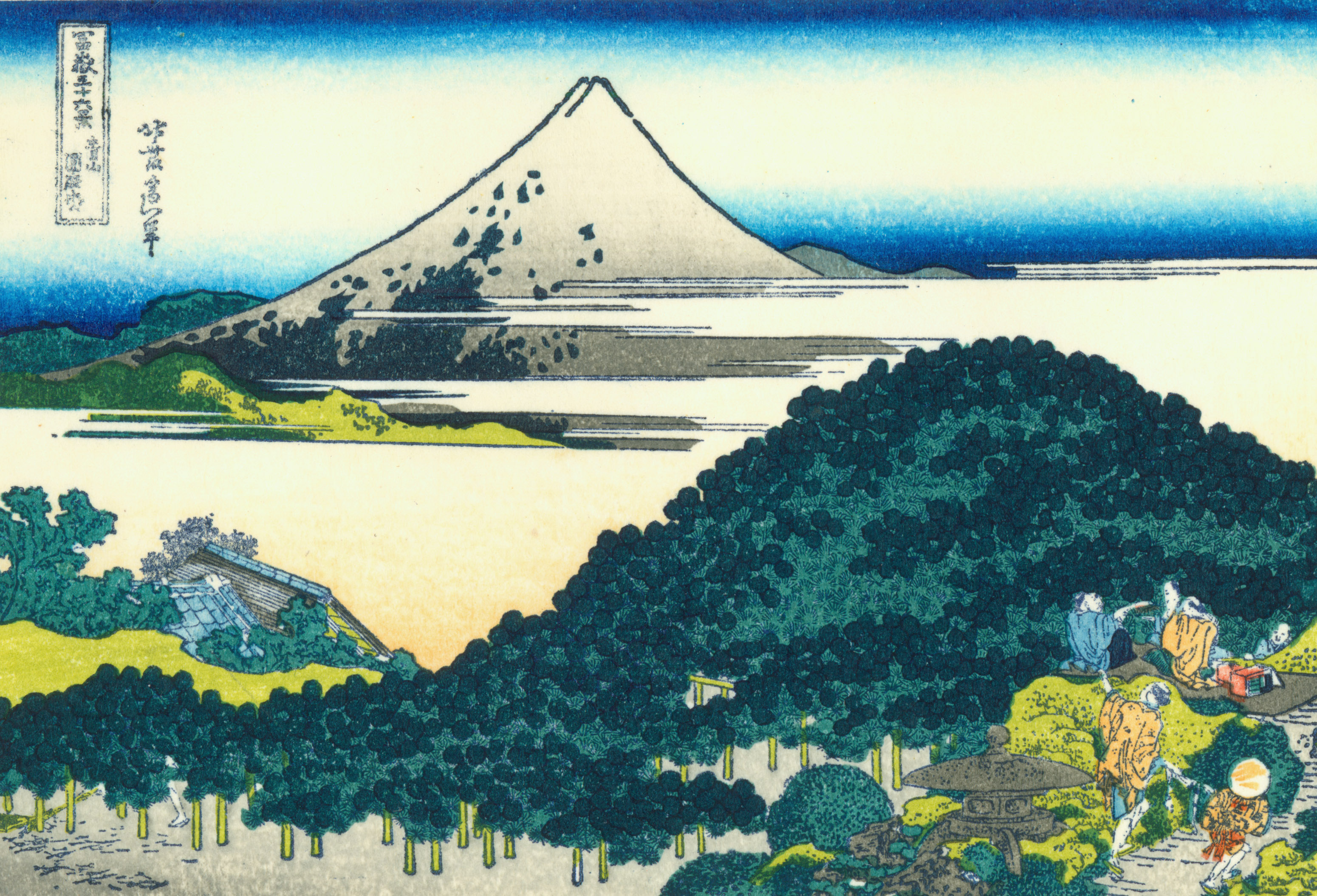
Bờ biển Kamakura
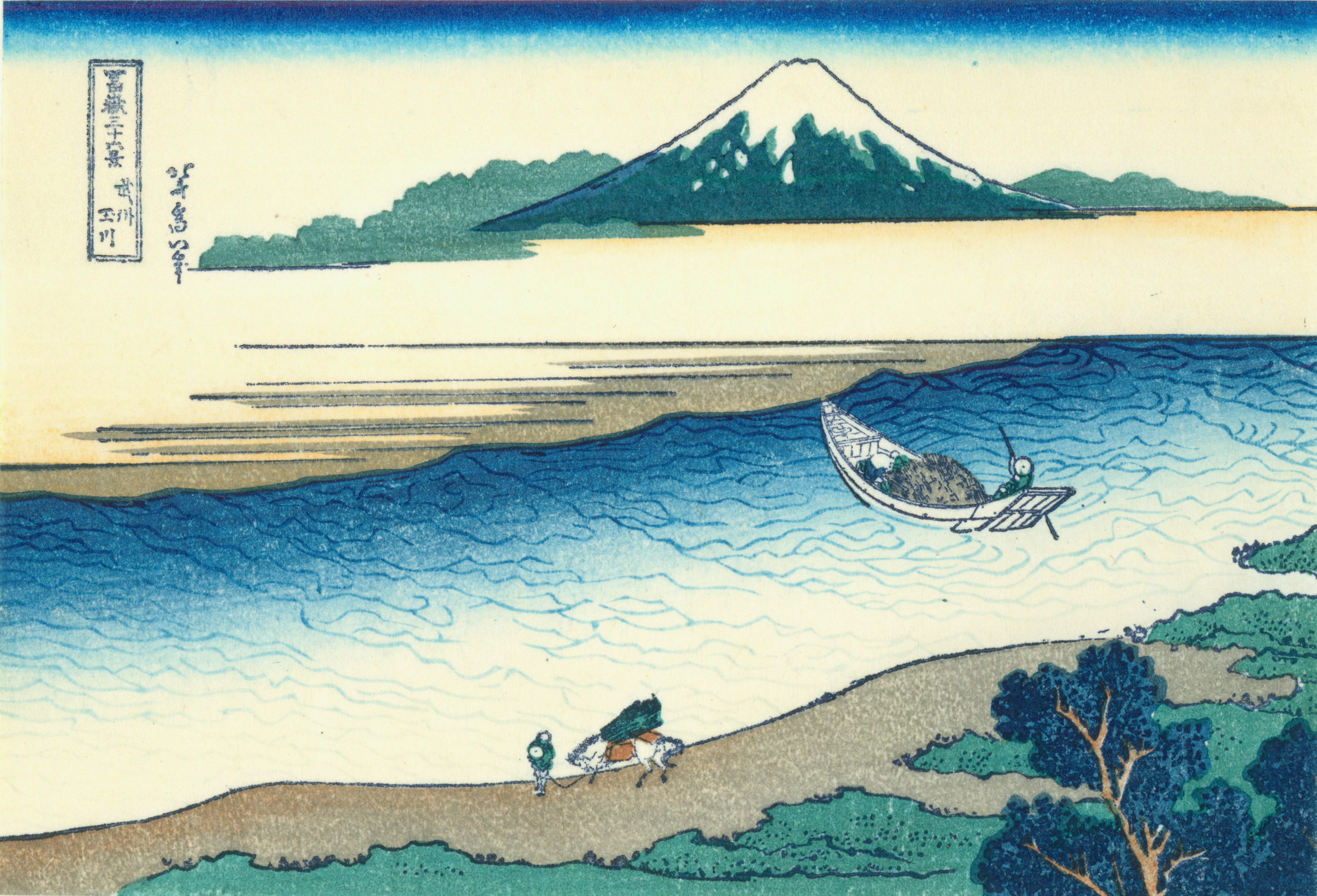
Sông Tama đến Musashi
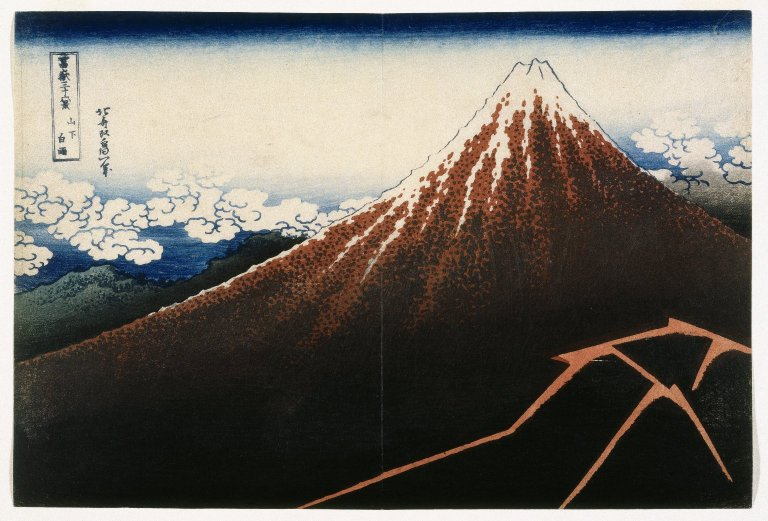
Bão dưới đỉnh núi

## Cuối đời

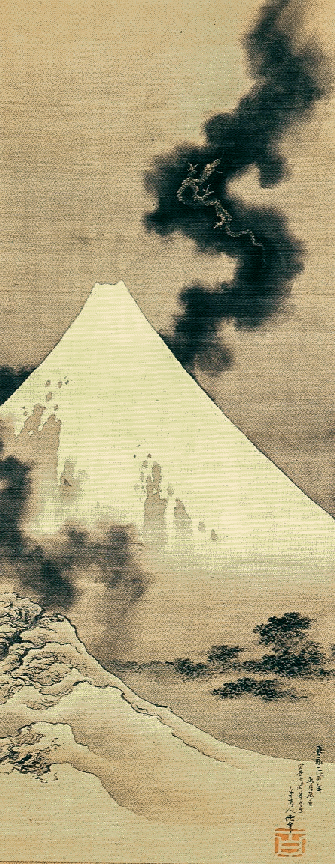
Con rồng khói thoát khỏi núi Phú Sĩ (The Dragon of Smoke Escaping from Mt Fuji)

Giai đoạn tiếp theo, bắt đầu vào năm 1834, chứng kiến Hokusai sáng tác với bút danh "Gakyō Rōjin Manji" (画狂老人卍 (Hoạ Cuồng Lão Nhân Vạn) "Lão già cuồng điên vì hội hoạ"). Chính tại thời điểm này, Hokusai đã sáng tác loạt tranh Ba mươi sáu cảnh núi Phú Sĩ, một loạt cảnh quan quan trọng khác.
Trong phần lời bạt cho tác phẩm này, Hokusai viết:
Từ năm lên 6, tôi đã có một niềm đam mê sao chép hình dạng của sự vật, và đến tuổi 50 tôi xuất bản được nhiều bản vẽ, tuy nhiên tất cả tác phẩm cho đến năm thứ 70 của cuộc đời tôi, đều không có gì đáng để tính đến. Ở tuổi 73, tôi đã hiểu một phần cấu trúc của động vật, chim, côn trùng và tôm cá, và cuộc sống của cỏ cây. Và như vậy, ở tuổi 86 tôi sẽ còn tiến xa hơn; ở tuổi 90 tôi thậm chí còn thâm nhập xa hơn vào ý nghĩa bí mật của chúng. Tới tuổi 100, tôi có lẽ đã thực sự đạt đến mức độ kỳ diệu và thiêng liêng, và ở tuổi 110, mỗi dấu chấm, mỗi đường nét sẽ có một cuộc sống của riêng nó.

Năm 1839, một đám cháy đã phá hủy xưởng của Hokusai và phần lớn công việc của ông. Trong thời gian này, sự nghiệp của ông đã bắt đầu phai mờ khi các nghệ sĩ trẻ như Andō Hiroshige ngày càng trở nên phổ biến. Nhưng Hokusai không bao giờ ngừng vẽ, và ông đã hoàn thành bức Đàn vịt dưới suối (Ducks in a Stream) ở tuổi 87.
Không ngừng tìm cách để tạo ra tác phẩm tốt hơn, ông dường như đã thảng thốt kêu lên trên giường bệnh của mình, "Giá mà ông trời cho tôi thêm mười năm nữa... Chỉ cần thêm năm năm nữa, thì tôi có thể trở thành một họa sĩ thực sự.". Hokusai qua đời vào ngày 10 tháng 5 năm 1849 (ngày thứ 18 của tháng thứ 4 năm Kaei thứ 2 theo lịch cũ) để lại một nỗ lực tìm kiếm bản chất nghệ thuật còn đang dang dở. Ông được chôn cất tại chùa Seikyō-ji ở Tokyo (khu Taito),

## Yếu tố trong sáng tác

### Núi Phú Sĩ
Núi Phú Sĩ là biểu tượng thiêng liêng của Nhật Bản, nơi đây luôn gắn liền các giai thoại đặc biệt mà xuất phát từ thế kỷ 7. Theo truyện cổ tích dân gian Nàng tiên trong ống tre, nàng Công chúa Kaguya (かぐや姫 Kaguya-hime) con gái của Mặt Trăng được tái sinh trong một thân cây tre dưới trần thế. Trước khi quay trở về cung trăng, nàng đã gửi lại cho Thiên hoàng thuốc trường sinh bất tử. Tuy nhiên sau đó vì quá nhớ nhung, Thiên hoàng lệnh cho binh lính leo lên đỉnh núi, gửi gắm tấm lòng của mình thấu tới nàng công chúa trên Mặt Trăng; làn khói theo đó mà cũng được tin rằng xuất phát từ việc đốt thư và thuốc trường sinh. Do vậy mà từ xa xưa, núi Phú Sĩ luôn được gắn liền với bí mật trường sinh bất tử, điều mà có lẽ cũng ám ảnh Hokusai với nơi đây. Song với đó, việc Hokusai miêu tả núi Phú Sĩ thường xuyên như vậy một phần cũng liên quan đến tín ngưỡng tôn giáo của ông. Hokusai là một môn đồ của tông phái Phật giáo Nichiren. Theo truyền thống, đây còn là nơi ở của các vị thần Shinto là Fuji-hime và Sakuya-hime. Ngoài ra, một nhà sư Phật giáo tên Jikigyō Miroku (1671-1733) đã tuyệt thực rồi qua đời tại đây, điều này càng củng cố cho sự thiêng liêng của ngọn núi và biến việc viếng thăm nơi đây thành một nghi lễ đầy ý nghĩa.
Ngọn núi truyền cảm hứng cho nhiều nhà thơ và đã trở thành vô số biểu tượng nối tiếng. Tác phẩm lâu đời nhất được biết đến là bản vẽ trên giấy về một cánh cửa trượt thế kỷ 11. Nó luôn là một chủ đề được giới họa sĩ Nhật Bản thế kỷ 19 đặc biệt coi trọng, ngoài tác phẩm của Hokusai, nó cũng là nguồn cảm hứng cho một nghệ sĩ vĩ đại khác, Hiroshige (1797-1858), tác giả của bộ bản họa Năm mươi ba trạm nghỉ của Tokaido (1833-1834), ấn bản gốc được xuất bản đến năm 1857; Hiroshige cũng thực hiện một bộ bản họa của riêng mình có cùng tên Ba mươi sáu cảnh núi Phú Sĩ. Cùng thời gian đó, Utagawa Kuniyoshi (1798-1861) cũng có một số sáng tác từ hình ảnh núi Phú Sĩ. Hai tác phẩm nổi bật nhất vào thời gian gần đây có thể kể đến là: Fuji, của Kokei Kobayashi (1883-1957), và Aka-Fuji (Núi Phú Sĩ đỏ) của Yokoyama Misao (1920-1973).

### Cách mạng xanh Phổ
Trước khi màu xanh Phổ trong nishiki-e được nhập khẩu vào cuối thời Văn Chính, các sắc tố xanh tuy đã có sẵn nhưng với số lượng hạn chế và gặp nhiều bất cập. Hai sắc tố khoáng cơ bản được sử dụng cho màu xanh lam trong hội họa là azurite (iwa-gunjo) và pha lê xanh (hana-gunjo), cung cấp màu sắc phong phú nhưng kích thước hạt lại quá thô để có thể mang lại màu sắc mịn trong in mộc bản. Ngoài ra, dựa theo sắc lệnh của chính phủ năm 1790, quá trình sản xuất của tất cả các tác phẩm đều không được quá xa xỉ, vì vậy mà các bản nishiki-e rất có thể sẽ bị cấm sử dụng loại sắc tố này do chi phí của chúng.
"Cuộc cách mạng xanh" này dễ thấy nhất trong các cảnh quan; trên thực tế, nó góp phần quan trọng đối với sự bùng nổ của chủ đề phong cảnh vào đầu những năm 1830, trong đó có loạt Ba mươi sáu cảnh của Hokusai cũng là một chất xúc tác quan trọng. Sự đổi mới này cũng xảy ra tương tự ở tất cả các thể loại khác của ukiyo-e, mà trong đó, yếu tố giữ vị trí quan trọng trong cuộc 'cách mạng' là chất màu nhập khẩu 'bero', hay còn gọi là xanh Berlin (trong tiếng Anh thường gọi là xanh Prussian).
Hai chiếc quạt in aizuri
- Utagawa Kunisada. Miho no ura (Miho Shore), 1830
- Utagawa Sadahide. Natsukusa (Summer Flowers), 1830Utagawa Sadahide. Natsukusa (Summer Flowers), 1830

Hai chiếc quạt năm 1830 được in bằng xanh Phổ còn sót lại thuộc bộ sưu tập của Bảo tàng Nghệ thuật Brooklyn, một bản phong cảnh của Kunisada mang tên Miho no ura (Bờ biển Miho), và còn lại là bản in của Sadahide không tên miêu tả những loài hoa mùa hè. Mỗi bản in này đều phần nào thúc đẩy kỹ thuật aizuri theo một hướng mới, khác xa những bức phong cảnh mang hơi hướng Trung Quốc của Keisai Eisen (người đi tiên phong trong việc áp dụng kỹ thuật aizuri). Bản in Miho Shore của Kunisada mang cảnh quanh núi Phú Sĩ nhìn từ xa, đã loại bỏ gần như tất cả các nét vẽ mà thay vào đó là phân cấp màu đa dạng để đạt được các hiệu ứng tinh tế của mây và bầu khí quyển. Ngược lại, miêu tả của Sadahide về những bông hoa mùa hè dựa trên những đường nét trong khối màu xanh đậm (có thể là sự pha trộn giữa màu xanh Phổ với sumi hoặc chàm), ít nhất có đến năm phân cấp màu xanh sử dụng ở đây để tách biệt mười hoặc nhiều loại cây đang đan xen nhau. Màu xanh ở đây được in trên những cánh quạt, tạo một cảm giác mát lạnh không kém phần mới lạ. Cả hai bản in này đều cho thấy tính mới mẻ của kỹ thuật sử dụng đa khối aizuri, tạo ra tinh thần đổi mới trong sáng tác và thiết kế, và cũng phần nào mở đường cho bộ tác phẩm núi Phú Sĩ của Hokusai vào cuối năm đó.
Những thay đổi về kỹ thuật như vậy có tầm quan trọng nhất định. Sự đổi mới này thường được nhắc tới trong các cuộc thảo luận về Ba mươi sáu cảnh như một ví điển hình cho sự phổ biến của sắc tố xanh Phổ, đặc biệt là trong thể loại aizuri-e chỉ sử dụng xanh lam theo từng phân cấp màu (kỹ thuật bokashi). Các nhà nghiên cứu từ lâu đã biết rằng, mười trong số ba mươi sáu bản họa đã được xuất bản bằng aizuri (hoặc 'bán aizuri', với bổ sung thêm số ít các màu sáng khác), chúng rất có thể cũng là những bản in đầu tiên trong sê-ri. Việc sắc tố xanh Phổ được áp dụng vào các bản họa Nhật Bản có sức hấp dẫn đặc biệt đối với Hokusai. Không đơn thuần chỉ dừng lại ở một sự đổi mới, Hokusai sử dụng loại màu này còn để nâng cao khả năng của mình trong việc tái hiện lại ba mươi sáu cảnh quan và cũng phần nào nói rõ thế giới quan đang thay đổi của nền văn hóa đại chúng Edo thế kỷ 19.

## Danh sáchgoh

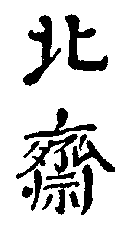
Chữ ký của Katsushika Hokusai

Cả hai lựa chọn tên hiệu và mô tả thường xuyên về núi Phú Sĩ của Hokusai đều xuất phát từ niềm tin tôn giáo của ông. Tên gọi Hokusai (北斎 (Bắc Trai)) có nghĩa là "Xưởng phía bắc", viết tắt của Hokushinsai (北辰際 (Bắc Thần Tế)) hay "Xưởng sao Bắc Cực.". Hokusai là một thành viên của tông phái Phật giáo Nichiren, nên việc chọn tên phần nào cũng liên quan đến vị thần của sao Bắc Cực Myōken (妙見菩薩 (Diệu Kiến Bồ Tát)). Song với đó, Hokusai còn liên tục thay đổi về địa chỉ với hơn 90 nơi cư trú khác nhau và kèm theo nhiều lần thay đổi tên, chúng là những yếu tố quan trọng việc hình thành nên tính cách của người nghệ sĩ. Ngoài tên chính của mình, Hokusai sử dụng hai goh không thường xuyên khác, và khoảng 20 tên hiệu khác được ông thêm vào tên chính một cách tự do.

Dưới đây là danh sách đầy đủ các tên hiệu (goh) từng được Hokusai sử dụng:
- Shunro (1779)
- Zewaisai (1781 - 1782)
- Gumbatei (1785 - 1794)
- Sori (1795 - 1798)
- Hokusai Sori (1797 - 1798)
- Hokusai (1798 - 1819)
- Kako (1798 - 1811)
- Fasenkyo Hokusai (1799)
- Tatsumasa Shinsei (1799)
- Senkozan (1803)
- Kintaisha (1805 - 1809)
- Gakyojin (1800 - 1808)
- Kyukyushin (1805)
- Gakyo-rojin (1805 - 1806)
- Katsushika (1807 - 1824)
- Taito (1811 - 1820)
- Kyorian Bainen (1812)
- Raishin (1812 - 1815)
- Tengudo Nettetsu (1814)
- Iitsu (1820- 1834)
- Zen saki no Hokusai Iitsu (1821 - 1833)
- Fesenkyo Iitsu (1822)
- Manji (1831 - 1849)
- Tsuchimochi Nisaburo (1834)
- Hyakusho Hachemon (1834 - 1846)
- Gakyo-rojin (1834 - 1849)
- Fujiwara Iitsu (1847 - 1849)

## Sáng tác

### Tranh, minh hoạ

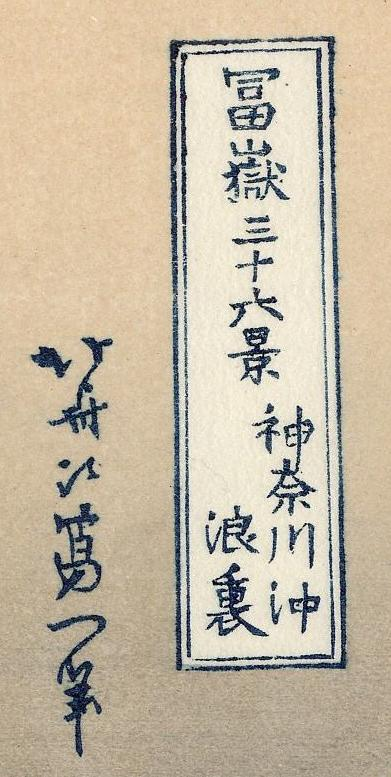
Tiêu đề và chữ ký của Hokusai trong Ba mươi sáu cảnh núi Phú Sĩ

Dưới đây là liệt kê các tác phẩm của Hokusai theo thứ tự thời gian. Một số tác phẩm trong này đã được đề cập hoăc dùng làm biểu tượng của Hokusai. Đây cũng là những tác phẩm nổi bật nhất, đại diện cho từng giai đoạn phát triển nghệ thuật của ông.
- Lễ kỷ niệm những ngôi nhà xanh (khoảng 1790)
- Lễ kỷ niệm mười hai tháng (khoảng năm 1790)
- Người nước ngoài trong phong tục Nhật Bản (1796)
- Loạt bản họa Chushingura I (khoảng 1800)
- Những tấm in gấm của ba mươi sáu nữ nhà thơ (1801)
- Năm mươi nhà thơ tưởng tượng, kèm theo mỗi người một bài thơ (1802)
- Núi Phú Sĩ vào mùa xuân (1803)
- Ba mươi sáu trạm nghỉ ở Tokaido (1804)
- Loạt bản họa Chushingura II (1806)
- Suikoden (1807)
- Chân dung của sáu nhà thơ (khoảng 1810)
- Hokusai Manga, vol. 1 (1814)
- Hokusai Gashiki (1819); Hokusai Soga (1820)
- Ba mươi sáu cảnh núi Phú Sĩ (khoảng 1830-33)[41]
- Cảnh quan tại những cây cầu nổi tiếng (khoảng 1827-30)
- Tuyết, trăng và hoa (khoảng 1827-30)
- Hoa và chim (khoảng 1827-30)
- Toshi-sensor (1833-36)
- Một trăm cảnh núi Phú Sĩ (1834-35)
- Một trăm bài thơ ngâm của bà vú (ca 1845).

### Phân tích

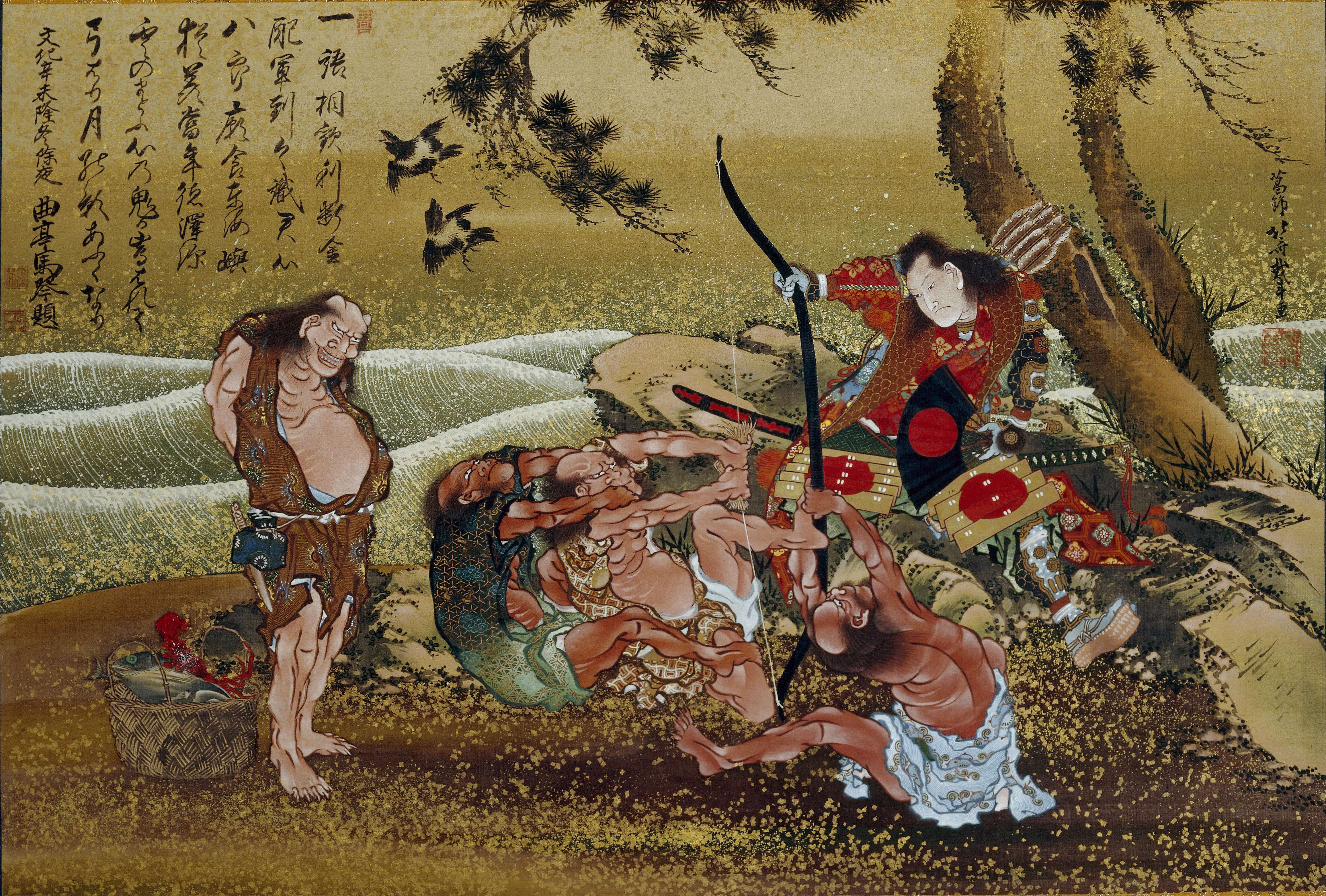
Tametomo và những con quỷ, Hokusai, 1811

Những tác phẩm được coi là xuất sắc nhất của Hokusai đều được ông thực hiện trong khoảng thời gian từ 60 đến 70 tuổi. Ông là một trong những nghệ sĩ có công lớn trong việc đưa phong cảnh và thiên nhiên, chim và hoa trở thành biểu tượng văn hóa Nhật Bản. Tác phẩm nổi tiếng nhất của ông là loạt tranh ukiyo-e Ba mươi sáu cảnh núi Phú Sĩ, được sáng tác từ năm 1826 đến năm 1833. Nó thực ra bao gồm 46 bản in (10 trong số đó được thêm vào sau lần bán ra đầu tiên). Ngoài ra, ông còn chịu trách nhiệm cho loạt tranh Một trăm cảnh núi Phú Sĩ (富嶽百景 Fugaku Hyakkei?) xuất bản năm 1834, một tác phẩm mà "thường được coi là kiệt tác trong những cuốn sách tranh phong cảnh của ông." Tranh ukiyo-e của ông đã chuyển đổi hình thức nghệ thuật từ một phong cách tranh chân dung tập trung vào những cô gái làng chơi hạng sang và diễn viên nổi tiếng trong thời kỳ Edo ở các thành phố của Nhật Bản, sang một phong cách nghệ thuật rộng lớn hơn tập trung vào phong cảnh, thực vật và động vật.
Những tác phẩm của Hokusai luôn nắm giữ vị trí quan trọng nhất trong nền hội họa phong cảnh Nhật Bản. Vào cuối thế kỷ 18 và đầu 19, giai cấp tư sản Nhật Bản đóng vai trò chính trong việc thúc đẩy sản xuất hàng loạt tranh in, hay được gọi là ukiyo-e (hình ảnh của thế giới nổi). Những bản in này có chi phí thấp hơn một bức tranh gốc và là sản phẩm mà mọi tầng lớp xã hội có thể mua. Do vậy mà kỹ thuật ukiyo-e đã xuất hiện một thời gian lâu trước đó - với các nghệ sĩ nổi bật như Hishikawa Moronobu - nhưng phải đến giai đoạn này mới thu hút được nhiều sự chú ý. Các tác phẩm chủ yếu được khắc trên gỗ anh đào, từ đó mà thợ in có thể tạo ra nhiều bản sao từ bản gốc cho đến khi phù điêu khắc trên gỗ dần biến mất. Chủ đề chính của chân dung cận cảnh thường về phụ nữ, nghệ sĩ kịch kabuki và samurai, hay cũng có thể là người xuất hiện trong những cảnh khiêu dâm pha trò. Bên cạnh đó còn có quang cảnh thiên nhiên, mà đối với Hokusai đây là thể loại sở trường, nơi ông thể hiện những kỹ năng bậc thầy của mình.
Hokusai đã nghiên cứu và thử nghiệm trong suốt cuộc đời của ông, bao gồm cả những trào lưu nghệ thuật mới tại trường Kano, Tosa và Korin; ông có nhiều chuyên môn trong hội họa truyền thống Trung Quốc và đồng thời cũng là một người sành nghệ thuật phương Tây, đặc biệt với tranh khắc Hà Lan. Vào thời điểm chịu ảnh hưởng nhiều nhất bởi hội họa Trung Quốc, có thể thấy rõ điều này qua phong cách của ông, các yếu tố phong cảnh đều mang hơi hướng Trung Quốc hay khuôn mặt nhân vật thì được thể hiện khá to, đặc trưng của người dân Trung Hoa lúc đó. Những điểm tương đồng này có thể nhìn thấy trong bức tranh năm 1811 của ông, Tametomo và những con quỷ, hiện được trưng bày tại Bảo tàng Anh ở London.

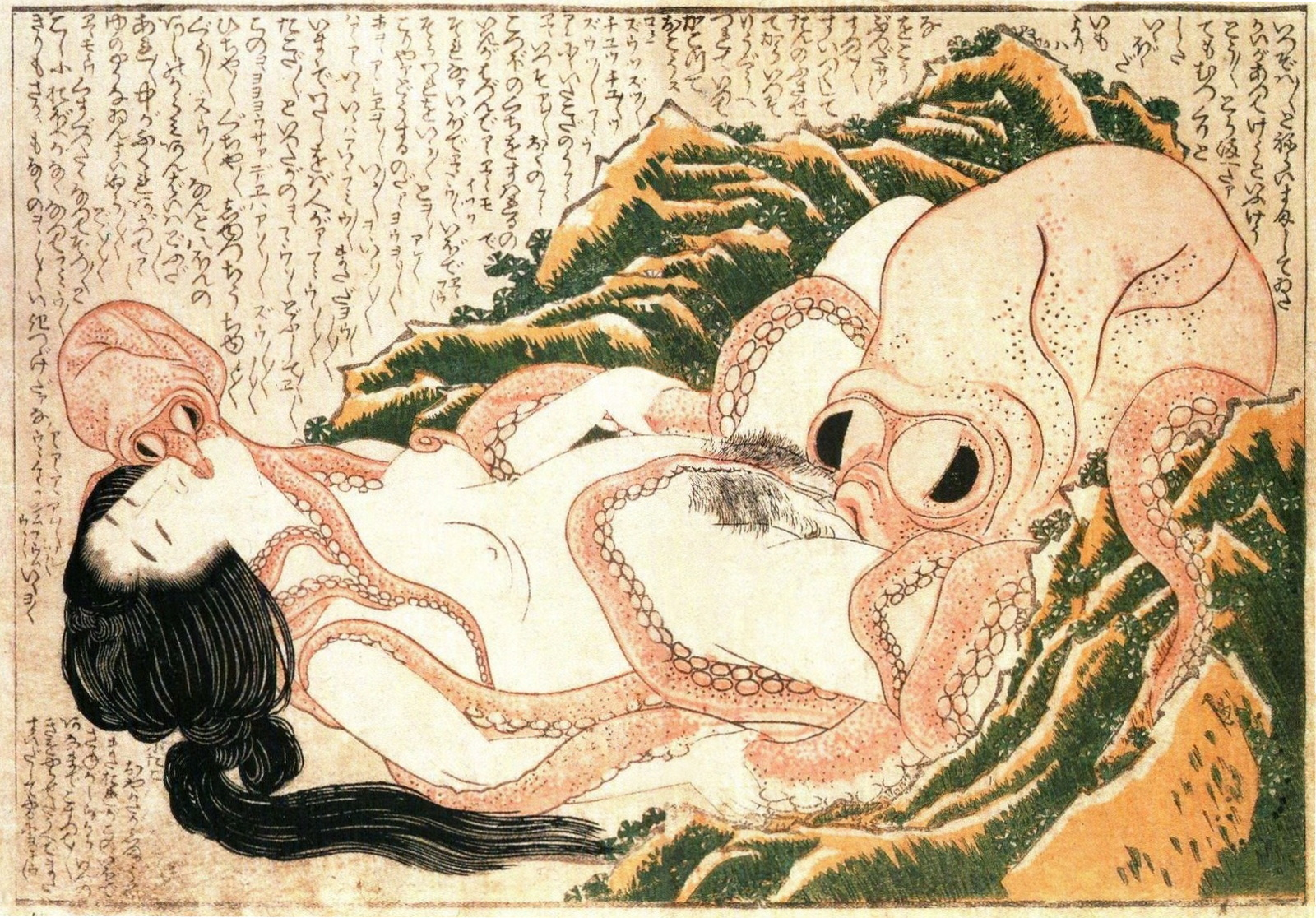
Giấc mơ người vợ ngư phu (The Dream of the Fisherman's Wife), 1814

### Shunga
Hokusai cũng sáng tác theo chủ đề khiêu dâm, được gọi là Shunga trong tiếng Nhật. Hầu hết tranh shunga là một thể loại của ukiyo-e, thường được thực hiện trong định dạng in mộc bản. Dịch theo nghĩa đen, từ tiếng Nhật shunga có nghĩa là hình ảnh của mùa xuân; "mùa xuân".
Shunga được cả nam giới và phụ nữ thuộc mọi tầng lớp yêu thích. Những mê tín dị đoan và phong tục cũng gợi ý xoay quanh shunga; theo cùng cách mà nó được coi là một sự quyến rũ may mắn chống lại cái chết cho một samurai để mang shunga, nó được coi là một bảo vệ chống lại lửa trong kho và nhà của thương gia. Từ đó, chúng ta có thể suy ra rằng samurai, chonin và các bà nội trợ đều sở hữu shunga. Cả ba nhóm này sẽ bị tách biệt khỏi người khác giới; các samurai sống trong các doanh trại trong nhiều tháng tại một thời điểm, và chia ly tách biệt là kết quả của hệ thống sankin-kōtai và nhu cầu mua bán hàng hóa của thương nhân. Các ghi chép về phụ nữ sở hữu shunga mình từ người cho mượn sách cho thấy rằng họ là người tiêu dùng của loại tranh này. Đó là truyền thống để thể hiện một cô dâu với ukiyo-e miêu tả những cảnh khiêu dâm từ Truyện kể Genji. Shunga có thể đã đóng vai trò hướng dẫn tình dục cho những người con trai và con gái của các gia đình giàu có.

## Ảnh hưởng về nghệ thuật
Hoa diên vĩ
- Của Hokusai (1832)
- Của Van Gogh (1889)

Hokusai còn nằm trong số những nghệ sĩ Nhật Bản tiên phong thử nghiệm phối cảnh tuyến tính của phương Tây. Bản thân ông cũng bị ảnh hưởng bởi Sesshū Tōyō và những phong cách từ nền hội họa Trung Quốc. Năm 1854, các hải cảng Nhật Bản được mở cửa để giao thương với châu Âu. Kể từ đó, sức ảnh hưởng của Hokusai gắn liền với chủ nghĩa Nhật Bản lan rộng khắp toàn cầu, tới những người cùng thời ở phương Tây thế kỷ 19. Châu Âu thời gian này cũng bắt đầu cơn sốt sưu tập nghệ thuật Nhật Bản, đặc biệt là về ukiyo-e. Một trong những ví dụ sớm nhất có thể thấy ở Paris vào khoảng 1856, khi mà nghệ sĩ người Pháp Félix Bracquemond lần đầu bắt gặp một bản sao của cuốn phác thảo Mạn họa Hokusai tại xưởng in của ông. Bracquemond dần bị chủ đề này quyến rũ để rồi trở thành người khởi xướng phong trào Japonisme ở Pháp, chiếm lĩnh mảng nghệ thuật trang trí trong suốt nửa sau của thế kỷ 19.
Nền mỹ học Nhật Bản cùng với những mặt hàng khác cũng nhanh chóng lan rộng đặc biệt là đến Paris. Hokusai tạo được sức ảnh hưởng đến Art Nouveau, hay Jugendstil ở Đức và cả phong trào lớn như trường phái ấn tượng. Trong đó, những họa sĩ như Henri de Toulouse-Lautrec, Paul Gauguin, Edgar Degas, Vincent Van Gogh, Pierre-Auguste Renoir, Klimt, Franz Marc, August Macke, Manet và Claude Monet đều sở hữu cho mình một bộ sưu tập bản họa Nhật hoặc chịu những ảnh hưởng nhất định từ nghệ thuật Nhật Bản, mà Hokusai là nổi bật nhất trong số đó. Mô-típ giật gân của Hermann Obrist, hay còn gọi là Peitschenhieb, một phong trào mới điển hình đã có những nét ảnh hưởng rõ ràng từ tác phẩm của Hokusai.
Mặc dù phong cách ukiyo-e đã xuất hiện từ ba trăm năm trước, nhưng phải đến cuối thế kỷ 18 và đầu 19 mới là thời kỳ phát triển vượt bậc của chúng. Đây là thời điểm mà một xã hội Nhật Bản đang nắm giữ nhiều tài nguyên kinh tế, những bức tranh in mộc bản theo đó mà cũng được đánh giá cao. Tuy nhiên, sau sự giao thương giữa Nhật Bản và phương Tây, năng suất sản xuất của loại hình này dần bị thuyên giảm. Từ năm 1868 đến 1912, nhiều mặt hàng phương Tây đặt chân lên Nhật Bản trong đó bao gồm cả nhiếp ảnh và các kỹ thuật in ấn mới, những cải tiến này khiến phong cách ukiyo-e hầu như biến mất, và nhường chỗ cho những phong trào hiện đại như shin-hanga hay sokaku-hanga.
Vincent van Gogh là một trong những họa sĩ bày tỏ sự ngưỡng mộ lớn đối với tranh in Nhật Bản và cũng là người đã thực hiện sao chép lại một số tác phẩm cho riêng mình. Ông có viết:
Tôi ghen tị với người Nhật, bởi sự tinh xảo đáng kinh ngạc trong tất cả các tác phẩm mà họ thực hiện. Chúng không bao giờ nhàm chán hay trông giống như một sản phẩm cẩu thả... Phong cách của chúng cũng đơn giản như hơi thở. Những tạo hình hiện lên chỉ bằng một vài nét vẽ, trông dễ như cài cúc áo vậy.

Phong cách của Van Gogh đặc biệt chịu ảnh hưởng từ Hokusai. Sau khi thực hiện bức Iris vào năm 1889, ông có nhận xét các tác phẩm của chính mình trong một bức thư gửi cho người em trai Theo: 
Chúng trông không giống Nhật Bản, nhưng chúng là những tác phẩm Nhật Bản nhất mà anh từng vẽ...— Letter to Theo, no. 501 of July 18, 1888.

- Hokusai (1832)
- Monet (1889)

Shunga
- Của Hokusai (khoảng 1815)
- Của Shigenobu (khoảng 1820)

Claude Monet chắc chắn cũng chịu ảnh hưởng bởi các nghệ sĩ Nhật Bản, nhưng hai nguồn chính đến từ Hokusai và Hiroshige. Bộ tác phẩm Hoa súng của Monet được lấy cảm hứng từ hoa của Hokusai, cũng như bộ tranh về Nhà thờ Rouen rất tương đồng với bộ bản họa về núi Phú Sĩ, khác biệt ở đây là Hokusai đã thực hiện từ những nơi khác nhau còn Monet chỉ tại một góc nhìn duy nhất; sự tương đồng này cũng có thể quan sát qua cách họ xử lý bầu không khí, ánh sáng và môi trường xung quanh, chúng đều xuất hiện ở cả hai nghệ sĩ. Chịu ấn tượng từ bộ sưu tập bản họa Nhật Bản của mình, Monet thậm chí còn thiết kế một khu vườn với cây cầu Nhật Bản tại chính trong khuôn viên nhà, nơi ông đã tạo ra rất nhiều tác phẩm nổi tiếng về sau.
Yanagawa Shigenobu là đệ tử đầu tiên của ông và sau đó trở thành con rể của ông. Giống như Hokusai, ông cũng từng thực hiện rất nhiều minh họa, nhiều bản surimono và tiếp bước sư phụ, cống hiến hết mình cho nghệ thuật shunga. Trong số các học trò của mình, Shotei Hokuju nổi bật hơn hết; Giống như tất cả các đệ tử của Hokusai, ông cố gắng bắt chước lại sư phụ của mình từ trong kỹ thuật và cách thể hiện, mặc dù nghiêng về mảng hội họa phương Tây với những màu sắc đơn giản và tươi sáng hơn, các tác phẩm của ông cũng được đặc trưng bởi các đường nét hình học. Một người đệ tử khác là Uoya Hokkei, đã theo học trường Hokusai và áp dụng phong cách Trung Quốc cho một số tác phẩm ban đầu của thầy; nhiều bức shunga kèm thơ của Hokusai cũng được học trò lấy cảm hứng.

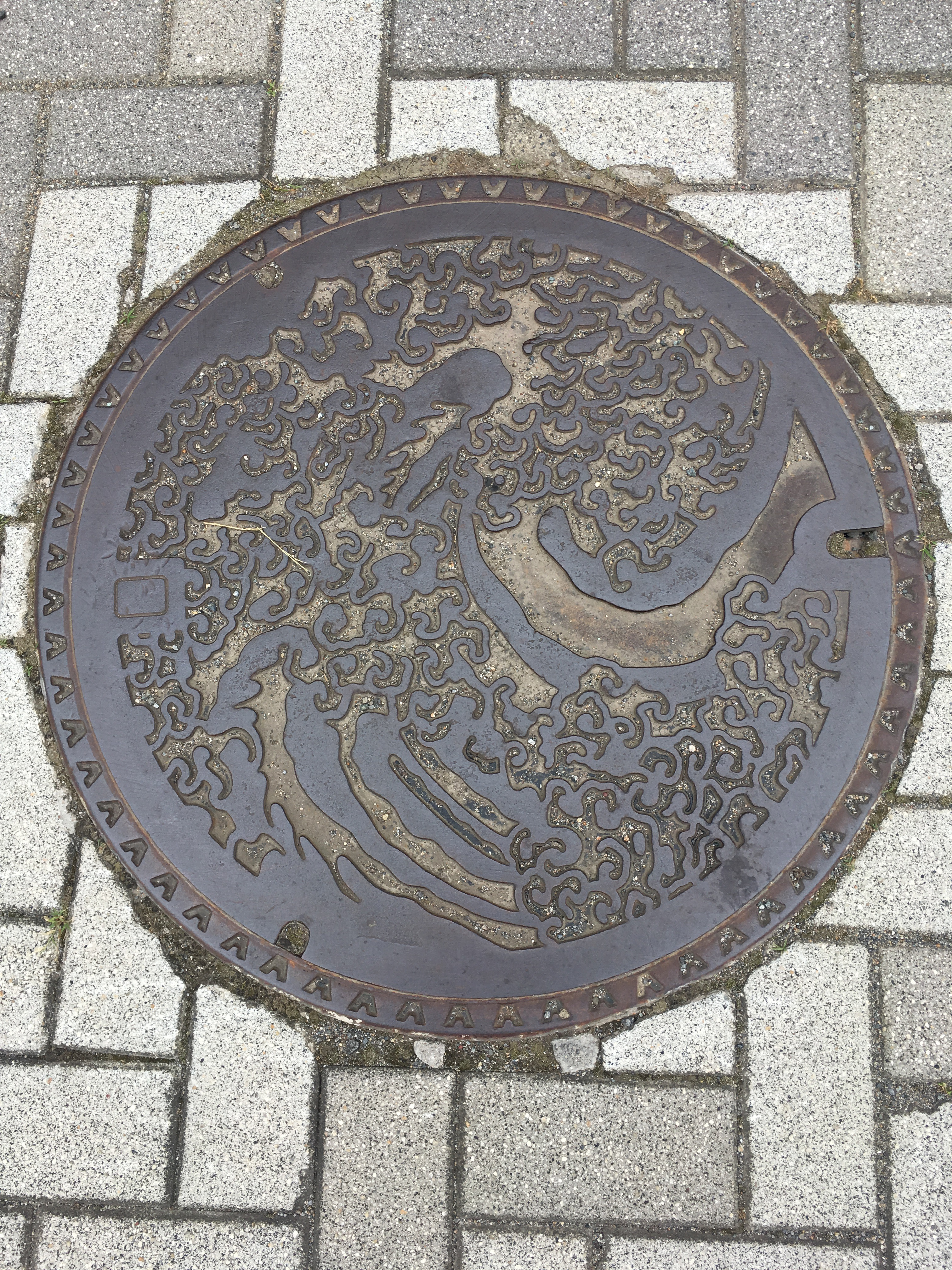
Nắp cống được trang trí Masculine Wave ở Obuse, Nagano

## Di sản văn hóa
Với tư cách là một nghệ sĩ, Hokusai đã đạt được nhiều thành tựu trong đa dạng các lĩnh vực. Ông cho ra đời hoàng loạt tác phẩm trong đó bao gồm hình minh họa sách, tranh in mộc bản, phác thảo và hội họa xuyên suốt hơn 70 năm sự nghiệp của mình. Ngay cả sau khi ông qua đời, nhiều cuộc triển lãm nghệ thuật về các tác phẩm của ông vẫn tiếp tục được tổ chức. Năm 2005, Bảo tàng Quốc gia Tokyo thực hiện tổ chức một cuộc triển lãm Hokusai và đánh dấu số lượng khách tham quan đông nhất so với các cuộc triển lãm khác cùng năm. Một số bức tranh từ triển lãm Tokyo cũng được trưng bày tại Vương quốc Anh. Vào năm 2017, Bảo tàng Anh đã tổ chức cuộc triển lãm nghệ thuật Hokusai đầu tiên, trong đó bao gồm cả bức Sóng lừng ngoài khơi.
Hokusai đã truyền cảm hứng cho nhà văn khoa học viễn tưởng Roger Zelazny, người đã đoạt giải thưởng Hugo với truyện ngắn mang tên "24 cảnh núi Phú Sĩ, của Hokusai", trong đó nhân vật chính tham quan khu vực xung quanh núi Phú Sĩ rồi dừng chân tại những địa điểm do Hokusai vẽ. Một cuốn sách năm 2011 về chánh niệm kết thúc với bài thơ "Hokusai Says" của Roger Keyes, kèm theo lời giải thích trước đo rằng "đôi khi thơ ca lại khắc họa hồn cốt tư tưởng tốt hơn bất kì thể loại nào khác." 
Trong Encyclopaedia Britannica năm 1985, Richard Lane có mô tả Hokusai rằng "từ cuối thế kỷ 19 [đã] gây ấn tượng cho giới nghệ sĩ phương Tây, hay những nhà phê bình và người yêu nghệ thuật thậm chí có thể nhiều hơn bất kỳ nghệ sĩ châu Á nào khác".
Bức Cửa hàng bán sách tranh và ukiyo-e của Hokusai cho thấy cách mà ukiyo-e thực sự được tiêu thụ như thế nào trong thời gian đó; như việc những bản họa này được bày bán tại các cửa hàng địa phương và là mặt hàng phổ thông mà người bình thường có thể mua được. Màu sắc trong hình ảnh này cũng có nét khác biệt, chúng được Hokusai tô bằng tay thay vì sử dụng từng mộc bản rời để áp màu.

## Một số tác phẩm chọn lọc

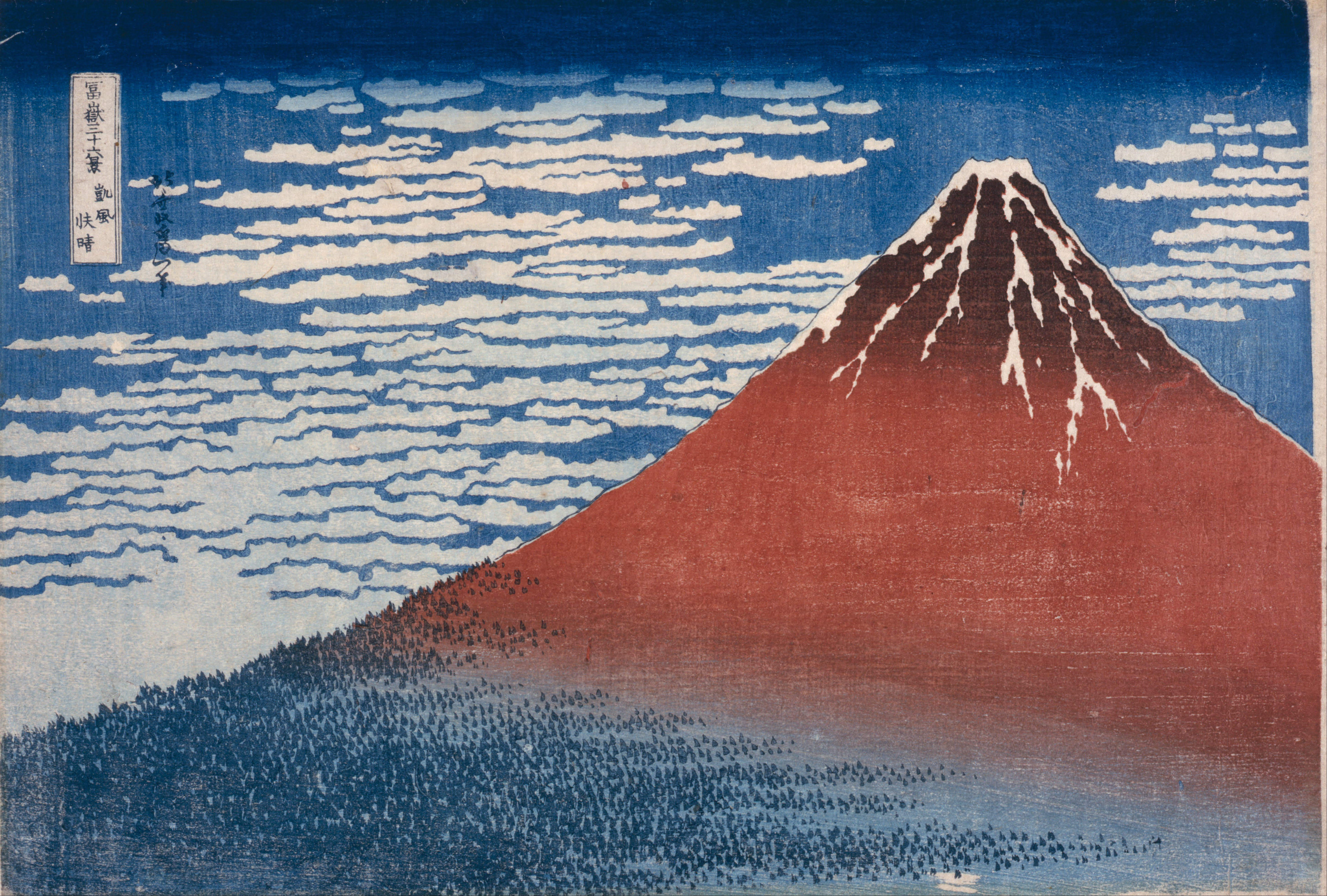
Gió lành, trời trong, từ loạt Ba mươi sáu cảnh núi Phú Sĩ
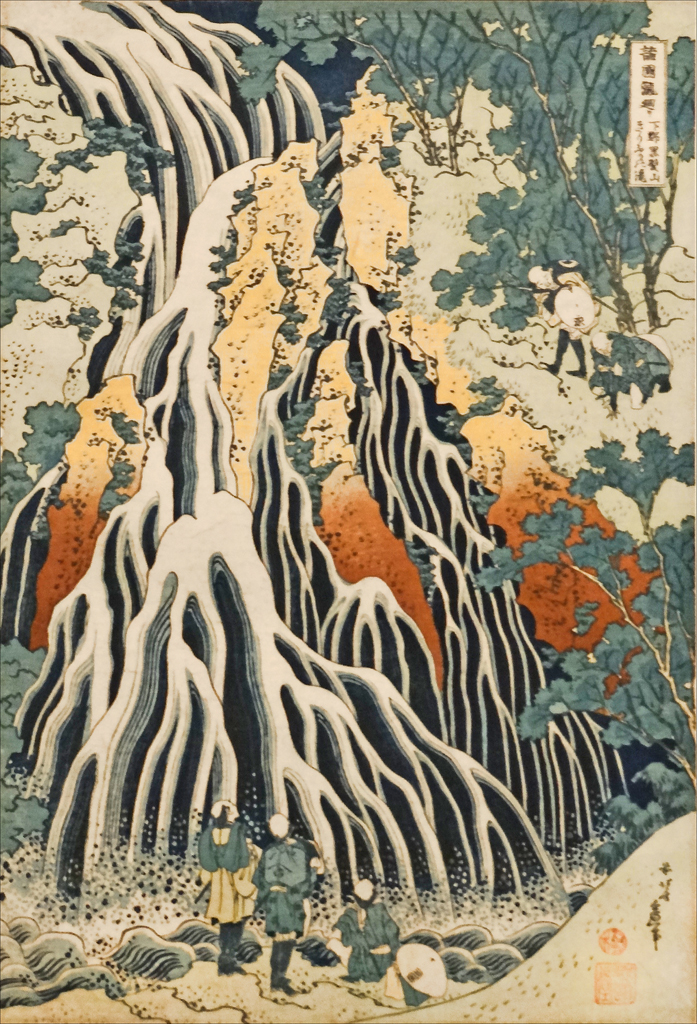
Thác nước Kirifuri ở núi Kurokami ở Shimotsuke, từ loạt Một chuyến tham quan thác nước các tỉnh
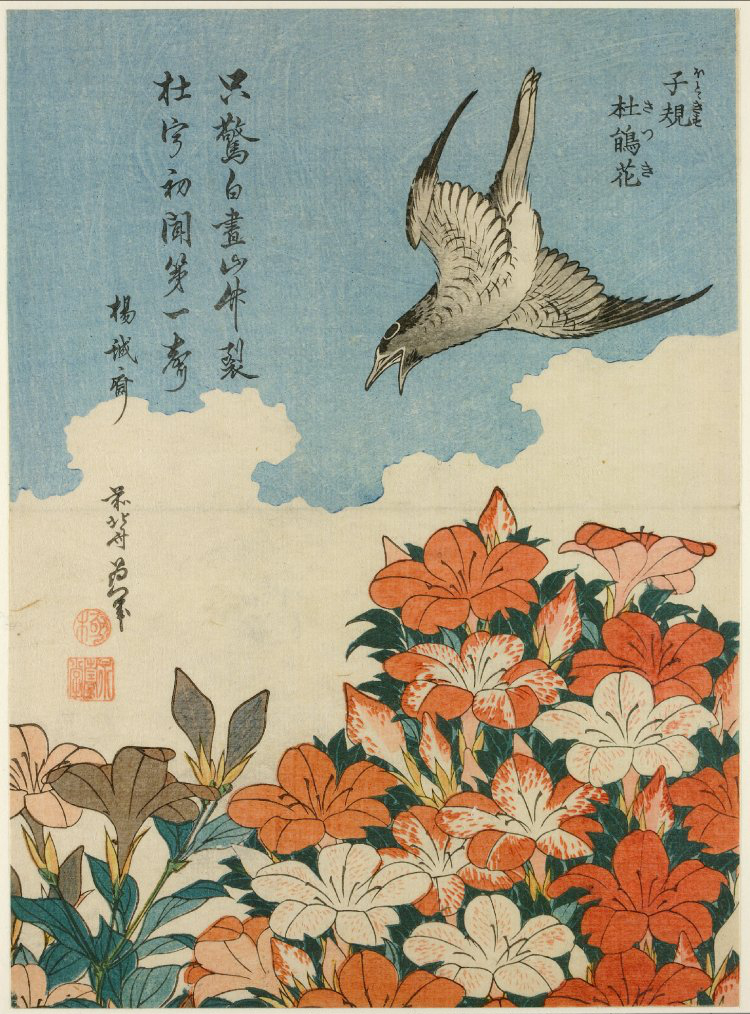
Chim cu và hoa đỗ quyên, 1834 từ loạt Hoa nhỏ
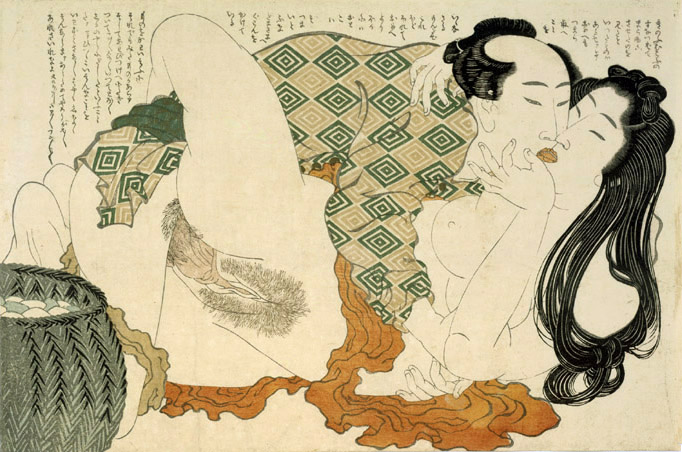
Shunga, từ loạt Tiều tuỵ vì yêu (Pining for Love)
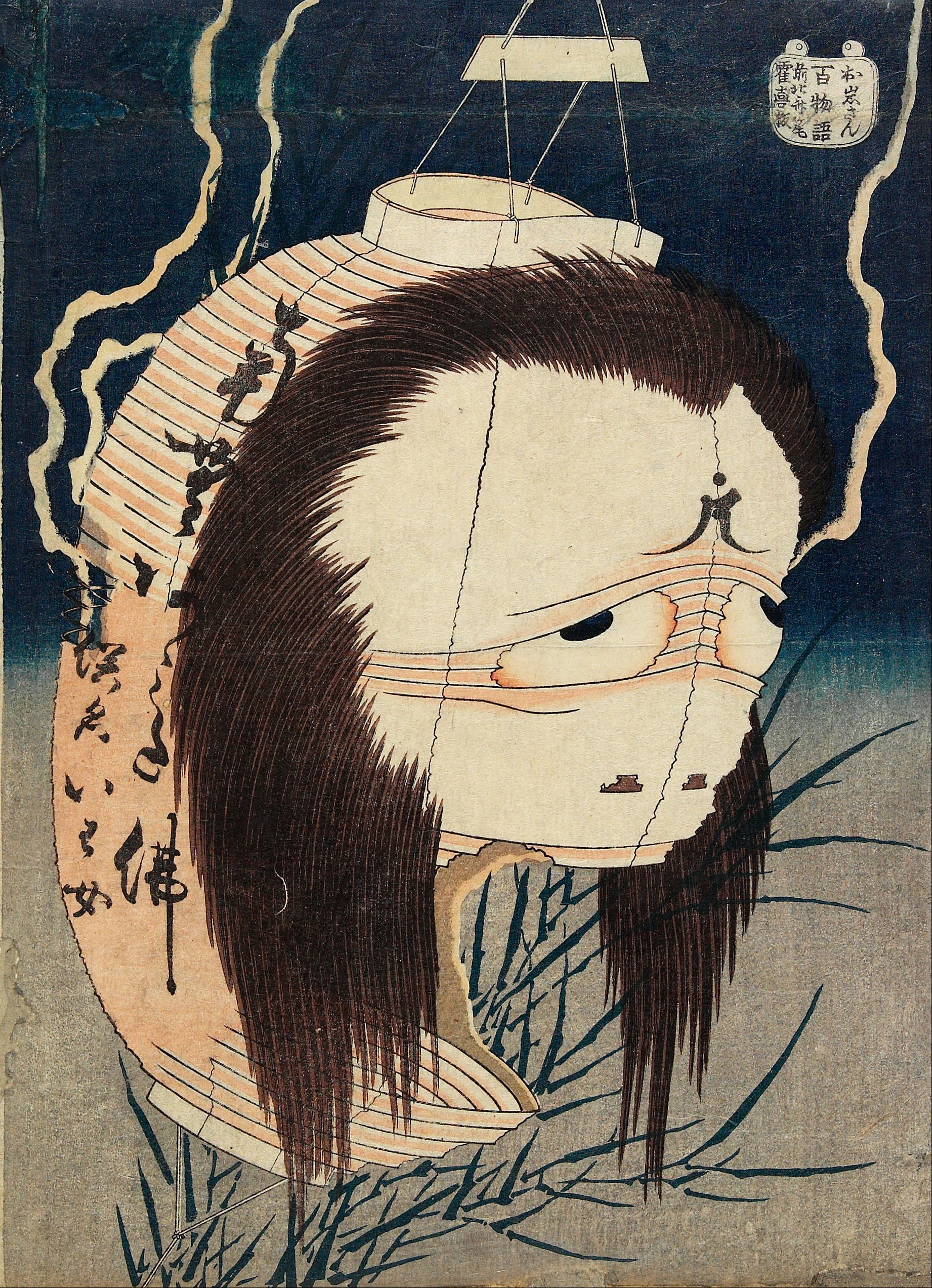
Con ma Oiwa, từ Trăm câu truyện ma
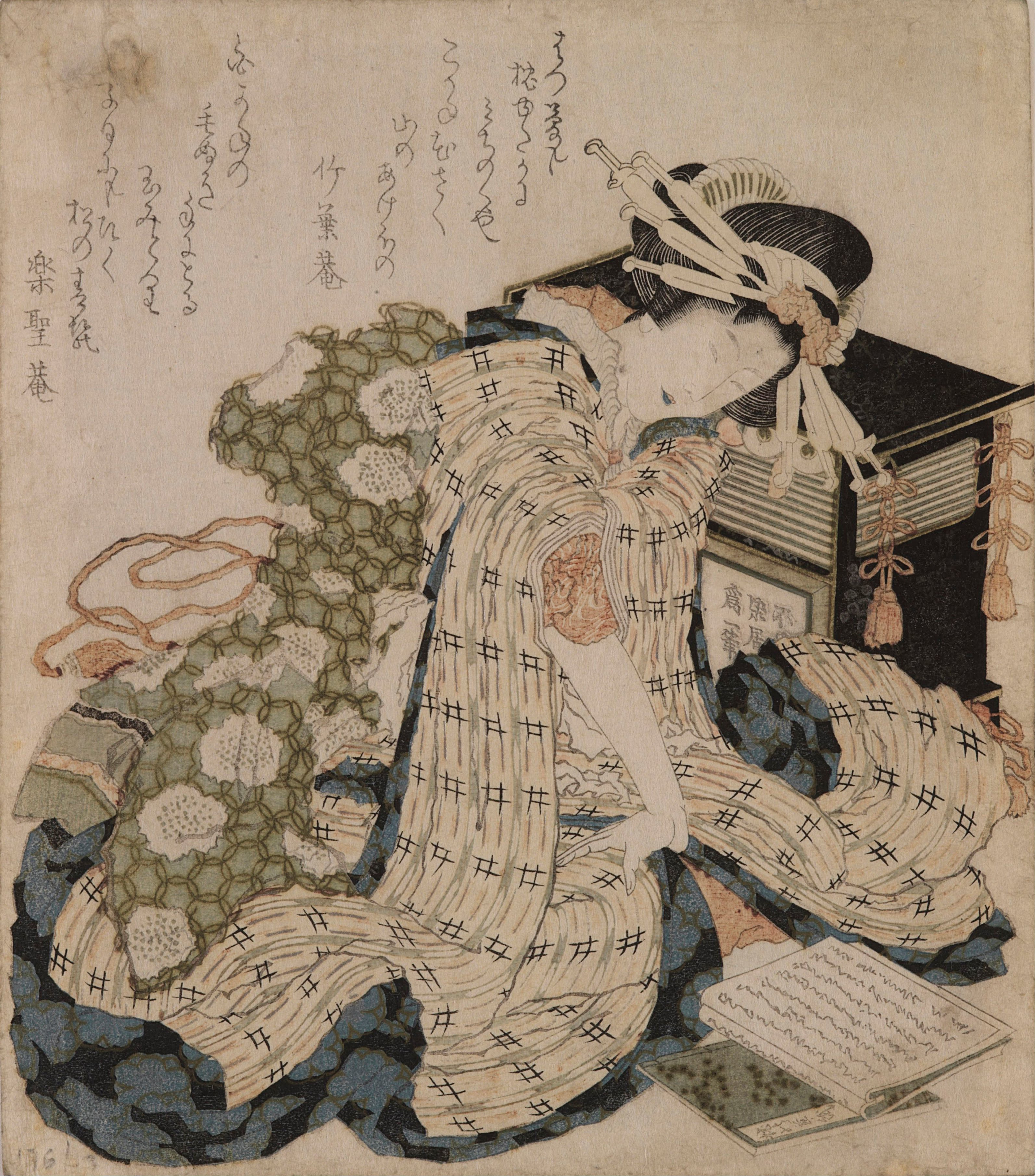
Cô gái làng chơi buồn ngủ
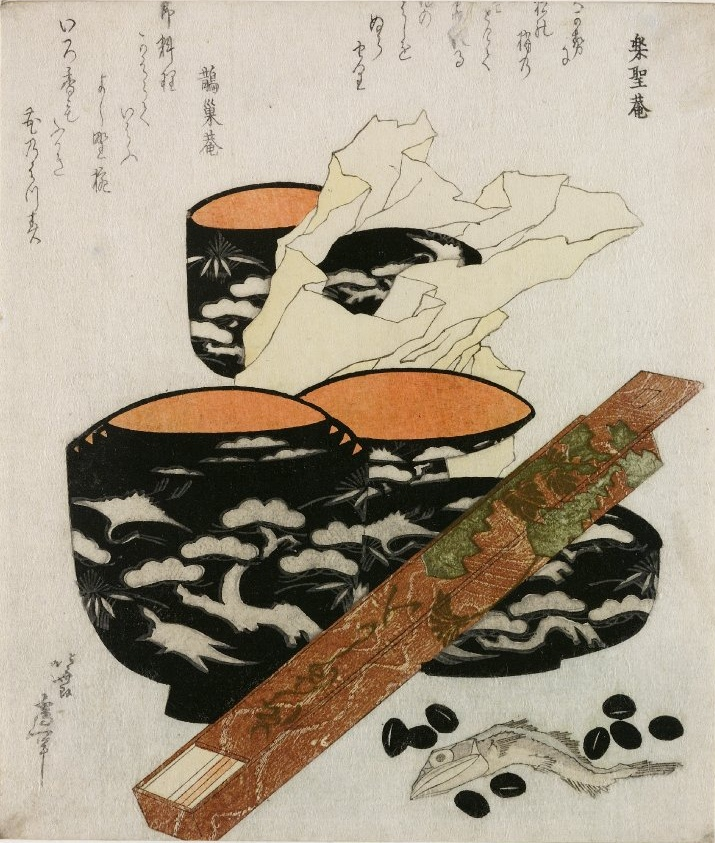
Cuộc sống tĩnh lặng (Still Life)
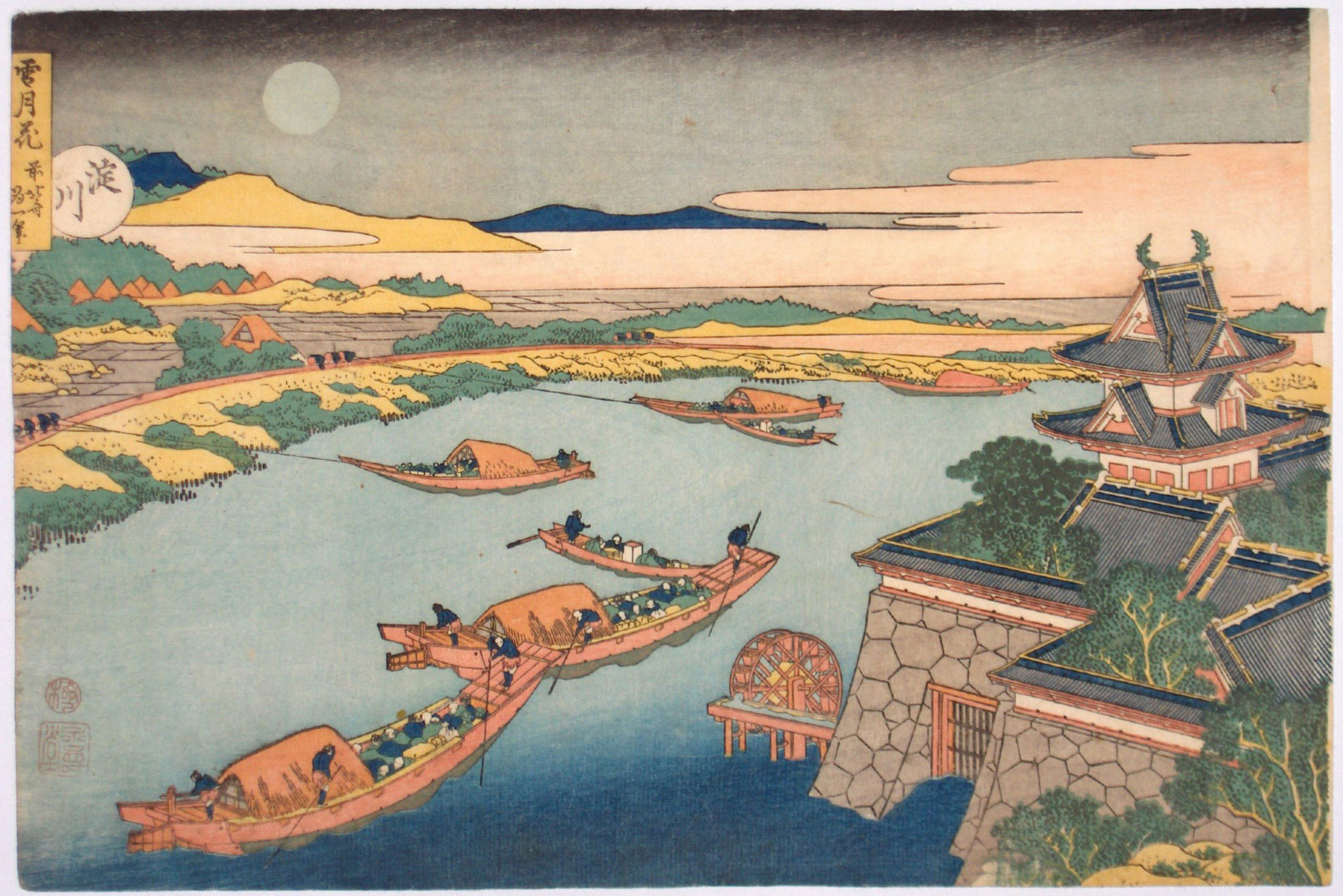
Sông Yodo [Nguyệt], từ loạt Tuyết, nguyệt, hoa
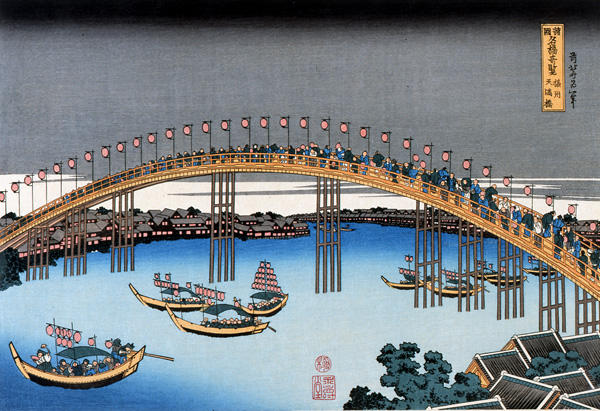
Cầu Tenma ở tỉnh Setsu, từ loạt Cảnh hiếm thấy của những cây cầu nổi tiếng Nhật Bản (Rare Views of Famous Japanese Bridges)
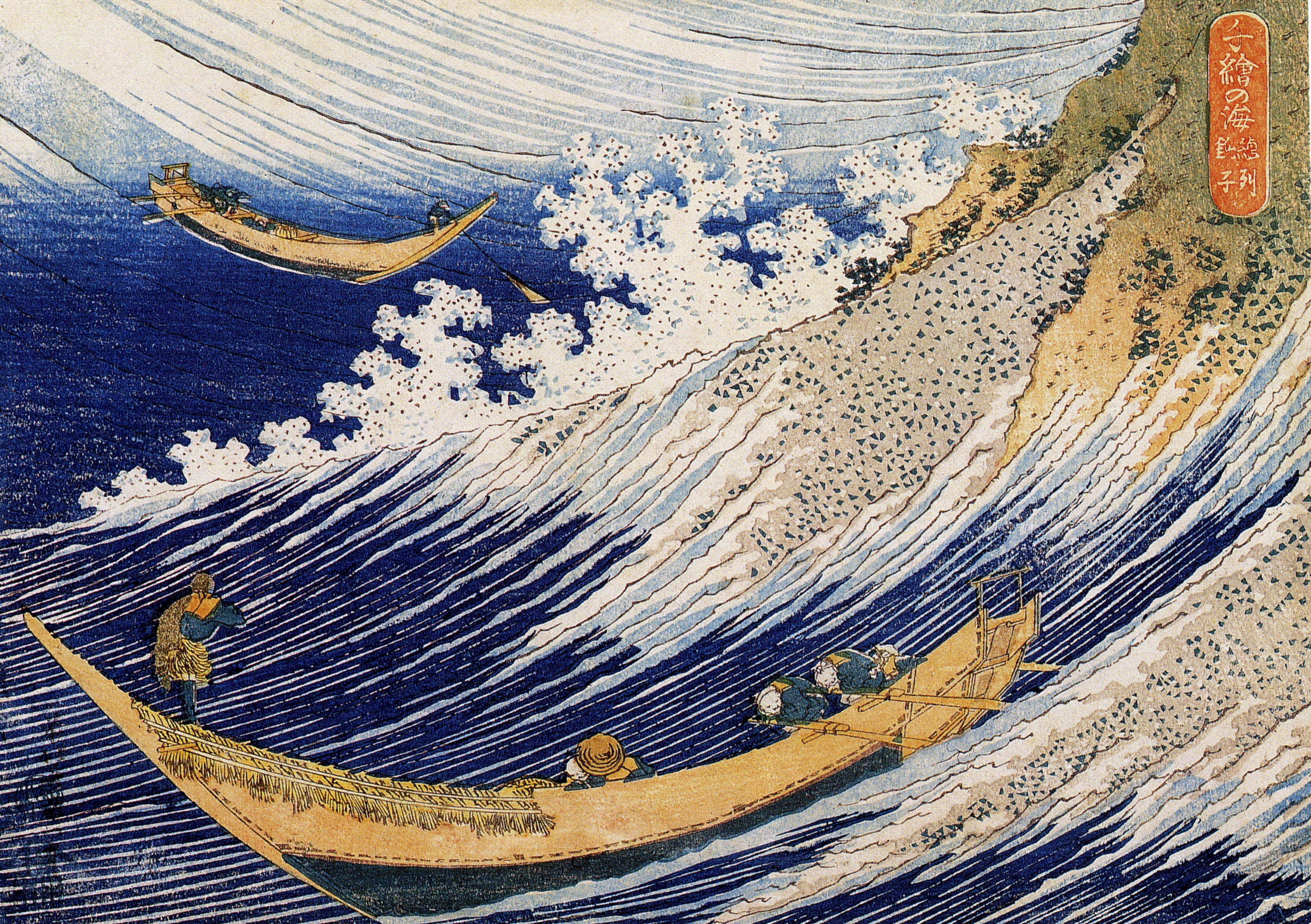
Chōshi ở Shimosha, từ loạt Một trăm hình ảnh biển cả
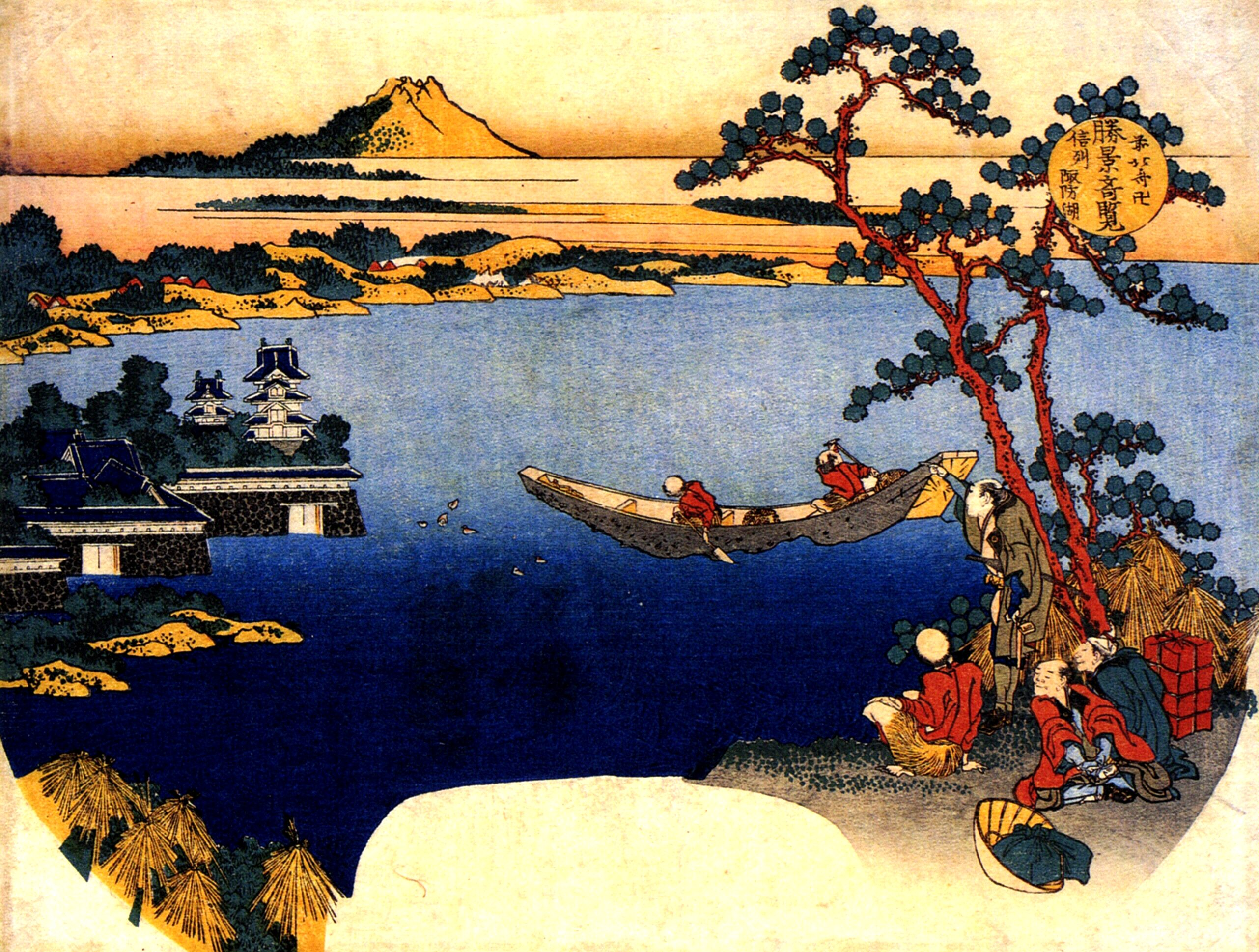
Hồ Suwa ở tỉnh Shinano, từ loạt Cảnh hiếm thấy của những phong cảnh nổi tiếng (Rare Views of Famous Landscapes)
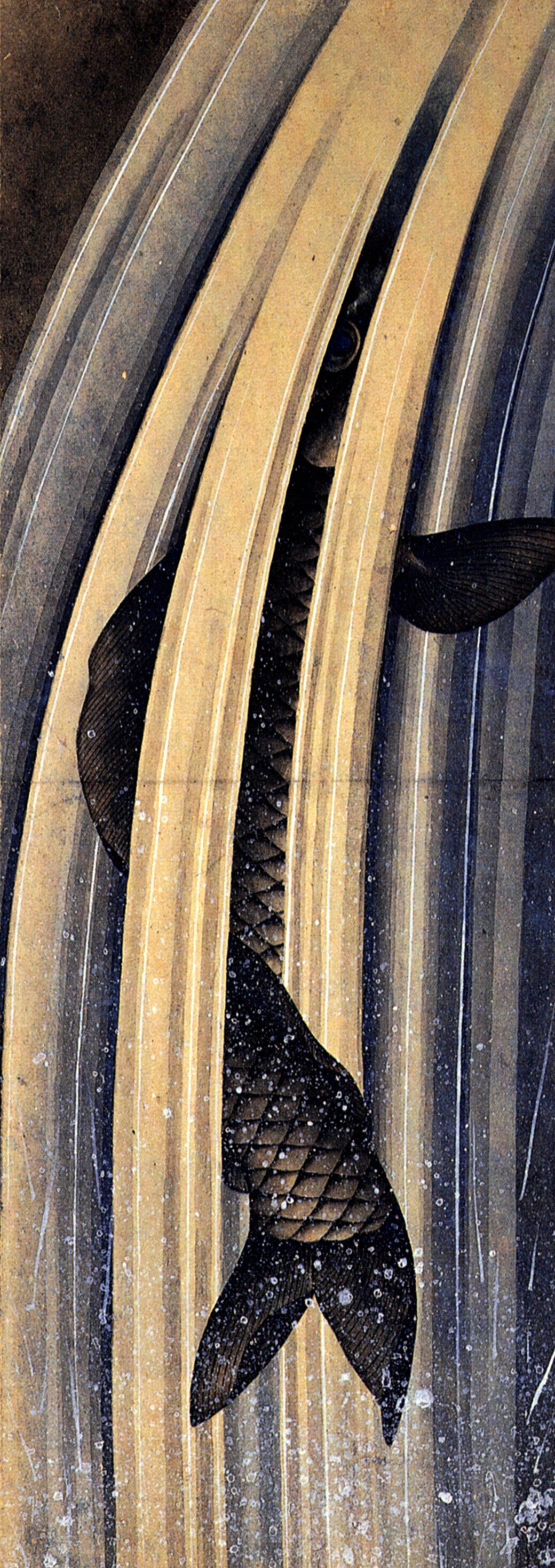
Cá chép vượt thác (Carp Leaping up a Cascade)
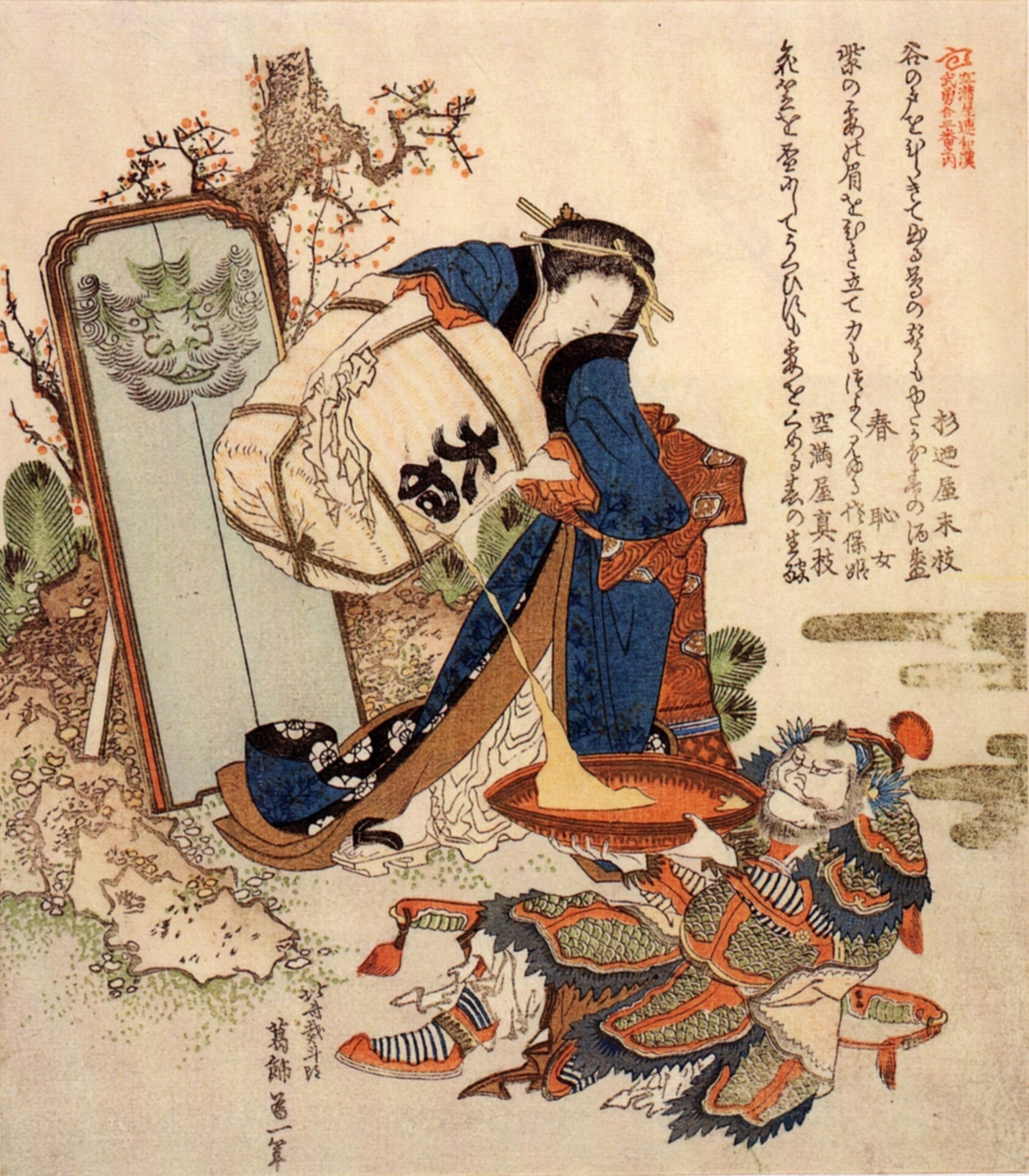
Oi mạnh mẽ đang rót sake
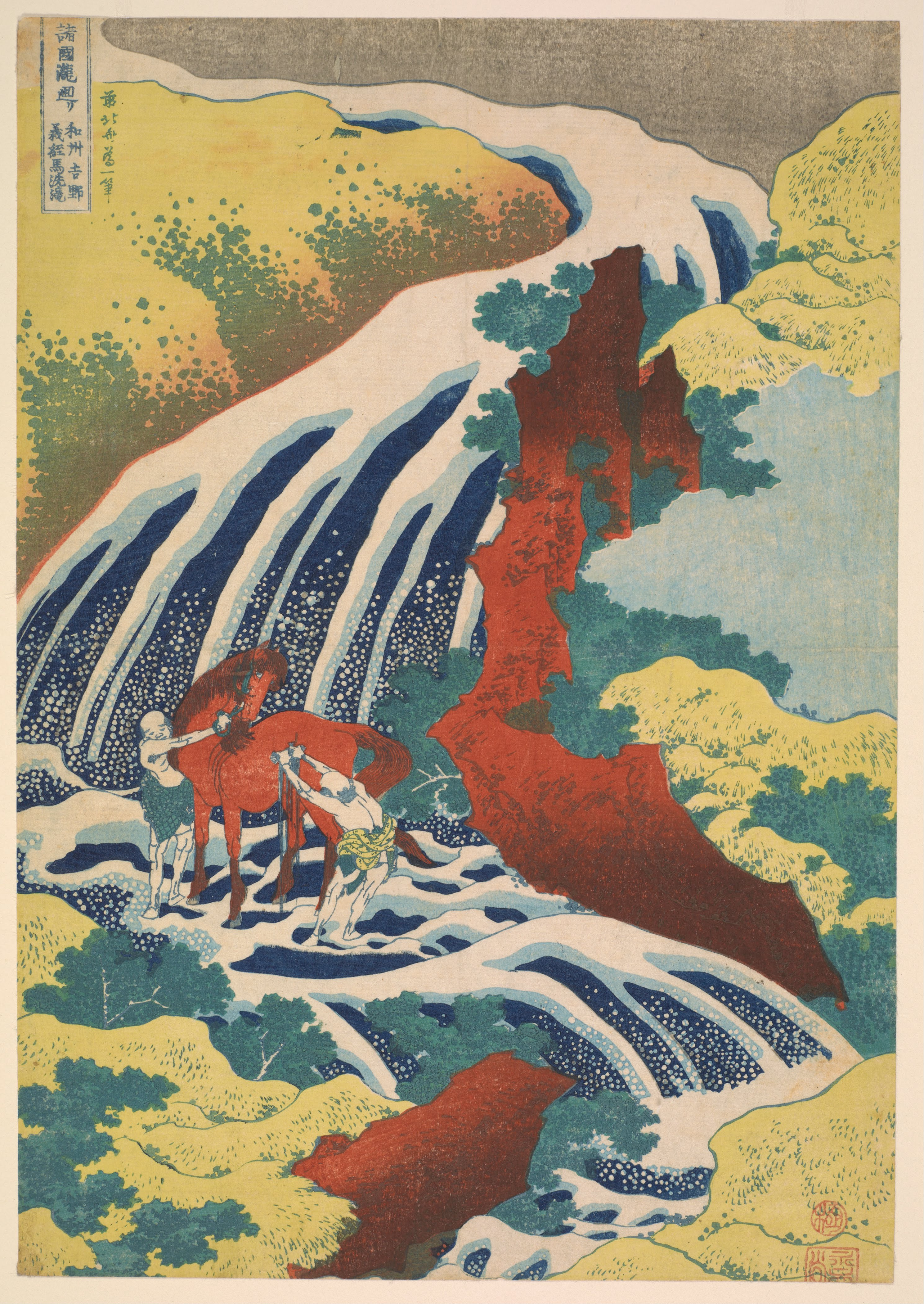
Thác Yoshino, nơi Yoshitsune tắm cho ngựa, từ loạt Một chuyến tham quan thác nước các tỉnh

## Sách tham khảo
- Lane, Richard. (1978). Images from the Floating World, The Japanese Print. Oxford: Oxford University Press. 10-ISBN 0192114476/13-ISBN 9780192114471; OCLC 5246796
- Nagata, Seiji (1995). Hokusai: Genius of the Japanese Ukiyo-e. Kodansha International, Tokyo.
- Smith, Henry D. II (1988). Hokusai: One Hundred Views of Mt. Fuji. George Braziller, Inc., Publishers, New York. ISBN 0-8076-1195-6.
- Weston, Mark (1999). Giants of Japan: The Lives of Japan's Most Influential Men and Women. New York: Kodansha International. ISBN 1-56836-286-2.
- Ray, Deborah Kogan (2001). "Hokusai: the man who painted a mountain" Frances Foster Books, New York. ISBN 0-374-33263-0

### Tiểu sử chung
- Bowie, Theodore (1964). The Drawings of Hokusai. Indiana University Press, Bloomington.
- Forrer, Matthi (1988). Hokusai Rizzoli, New York. ISBN 0-8478-0989-7.
- Forrer, Matthi; van Gulik, Willem R., and Kaempfer, Heinz M. (1982). Hokusai and His School: Paintings, Drawings and Illustrated Books. Frans Halsmuseum, Haarlem. ISBN 90-70216-02-7
- Hillier, Jack (1955). Hokusai: Paintings, Drawings and Woodcuts. Phaidon, London.
- Hillier, Jack (1980). Art of Hokusai in Book Illustration. Sotheby Publications, London. ISBN 0-520-04137-2.
- Lane, Richard (1989). Hokusai: Life and Work. E.P. Dutton. ISBN 0-525-24455-7.
- van Rappard-Boon, Charlotte (1982). Hokusai and his School: Japanese Prints c. 1800–1840 (Catalogue of the Collection of Japanese Prints, Rijksmuseum, Part III). Rijksmuseum, Amsterdam.

### Tác phẩm nghệ thuật cụ thể
Đối với độc giả muốn biết thêm thông tin về các tác phẩm nghệ thuật cụ thể của Hokusai, những tác phẩm cụ thể này được đề xuất.
- Hillier, Jack, and Dickens, F. W. (1960). Fugaku Hiyaku-kei (One Hundred Views of Fuji by Hokusai). Frederick, New York.
- Kondo, Ichitaro (1966). Trans. Terry, Charles S. The Thirty-six Views of Mount Fuji by Hokusai. East-West Center, Honolulu.
- Michener, James A. (1958). The Hokusai Sketch-Books: Selections from the 'Manga'. Charles E. Tuttle, Rutland.
- Morse, Peter (1989). Hokusai: One Hundred Poets. George Braziller, New York. ISBN 0-8076-1213-8.
- Narazaki, Muneshige (1968). Trans. Bester, John. Masterworks of Ukiyo-E: Hokusai – The Thirty-Six Views of Mt. Fuji. Kodansha, Tokyo.

### Chuyên khảo nghệ thuật
Chuyên khảo dành riêng cho tác phẩm nghệ thuật của Hokusai:
- Goncourt, Edmond de (2014). Essential Hokusai. Bournemouth, Parkstone International (released in September). ISBN 978-1-78310-128-3.
- Goncourt, Edmond de (2014). Hokusai Mega Square. Bournemouth, Parkstone International (released in September). ISBN 978-1-78310-566-3.

### Tranh in
- Tác phẩm đầy đủ của Hokusai
- Các tranh in ukiyo-e của Katsushika Hokusai
- Tranh in của Hokusai ở Bảo tàng Nghệ thuật Boston
- Những tác phẩm của Hokusai tại Bảo tàng số Tokyo Lưu trữ ngày 3 tháng 10 năm 2008 tại Wayback Machine

### Tiểu sử
- Tiểu sử Katsushika Hokusai, Bảo tàng Vương quốc Anh

1. ↑  Tuy nhiên, rõ ràng khói là hệ quả của một núi lửa đang hoạt động.
2. ↑  Trong hộp tiêu đề bên phải: "冨嶽三十六 景 / 神奈川沖 / 浪裏" nghĩa là "Fugaku sanju-rokkei / Kanagawa-oki / nami-ura", "Ba mươi sáu cảnh" núi Phú Sĩ / từ Kanagawa / trên sóng». Chữ ký ở bên trái được viết: "北斎改為一筆", có nghĩa là "Hokusai aratame Iitsu hitsu".